# Vesszőkosbor

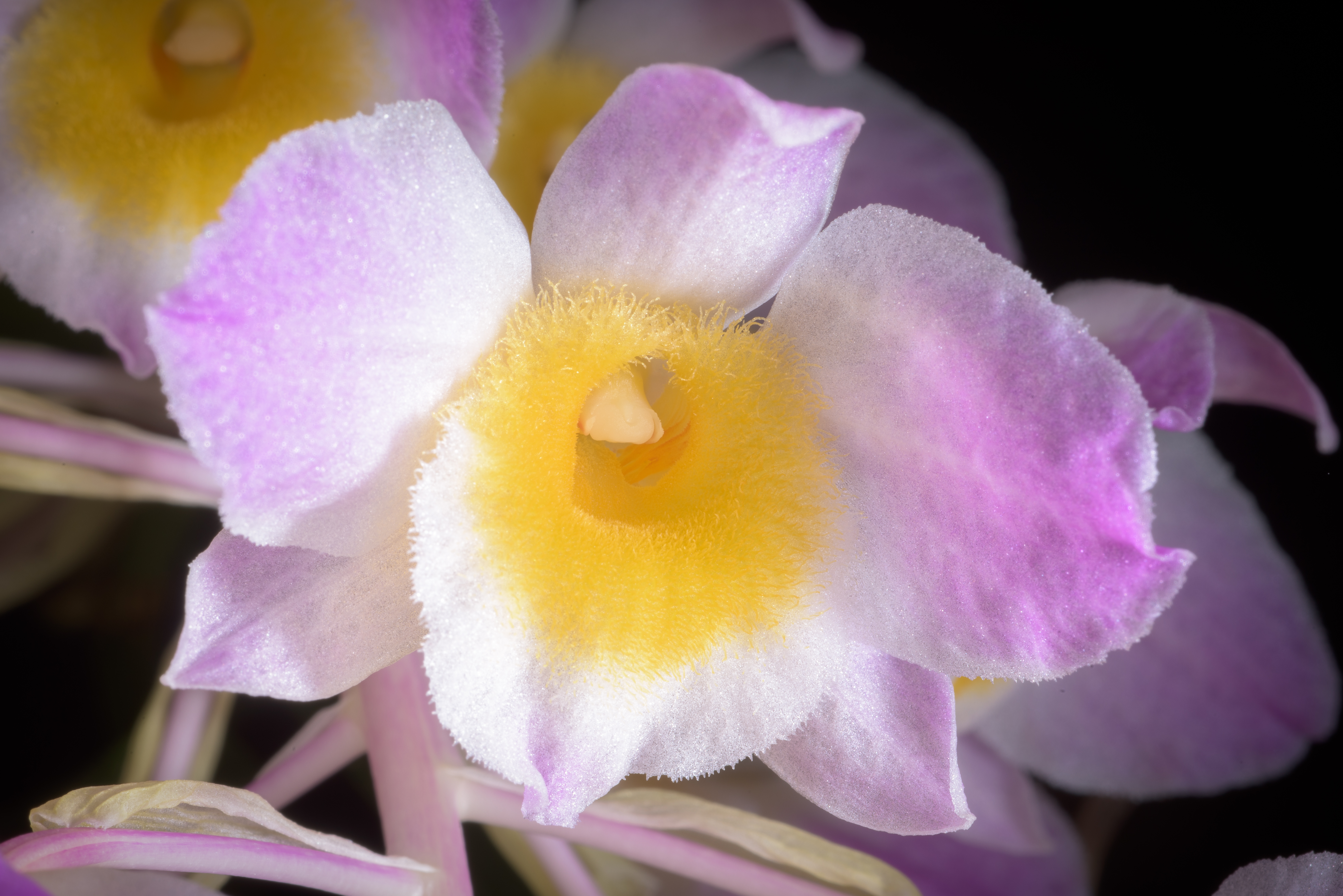
Dendrobium amabile

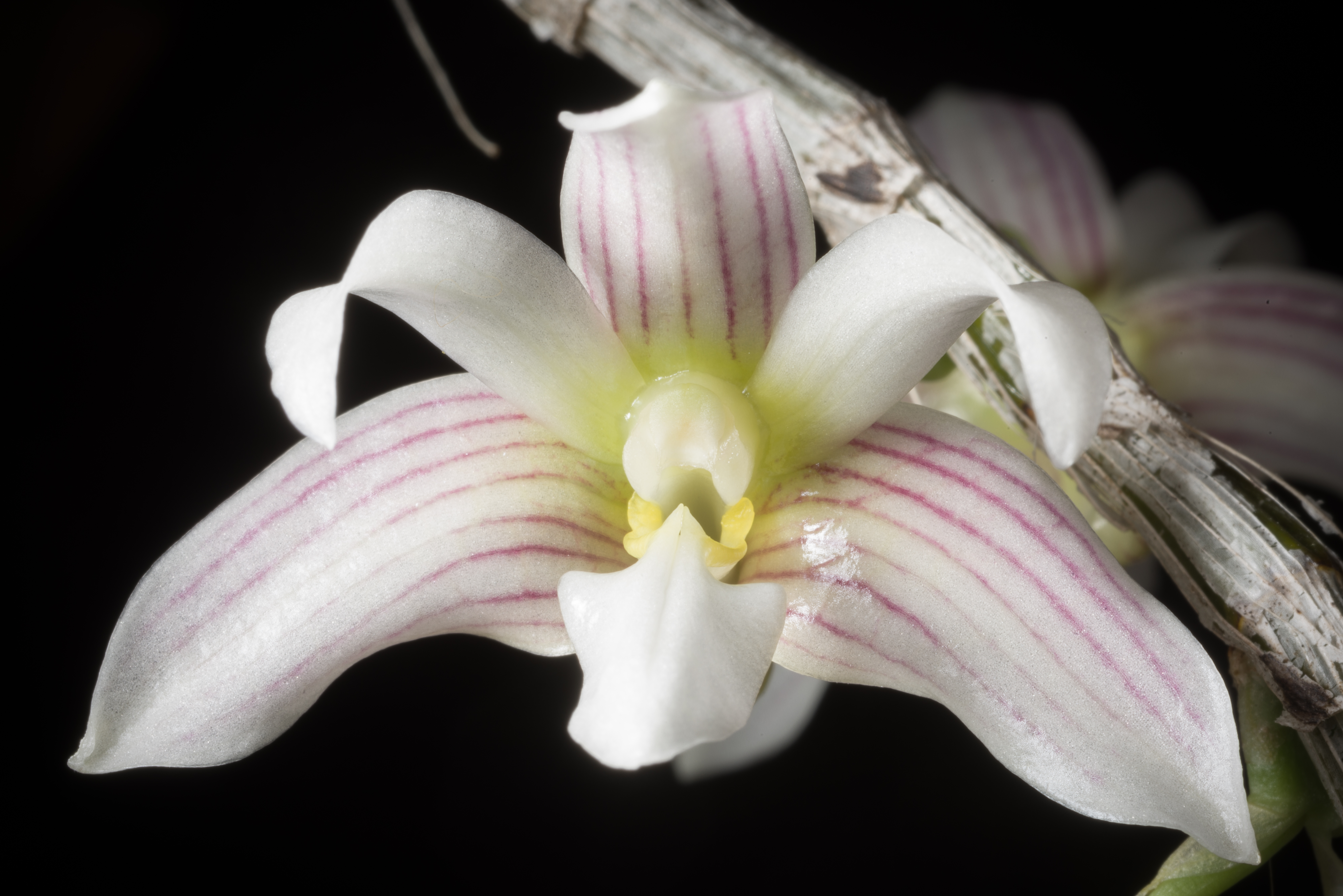
Dendrobium chameleon

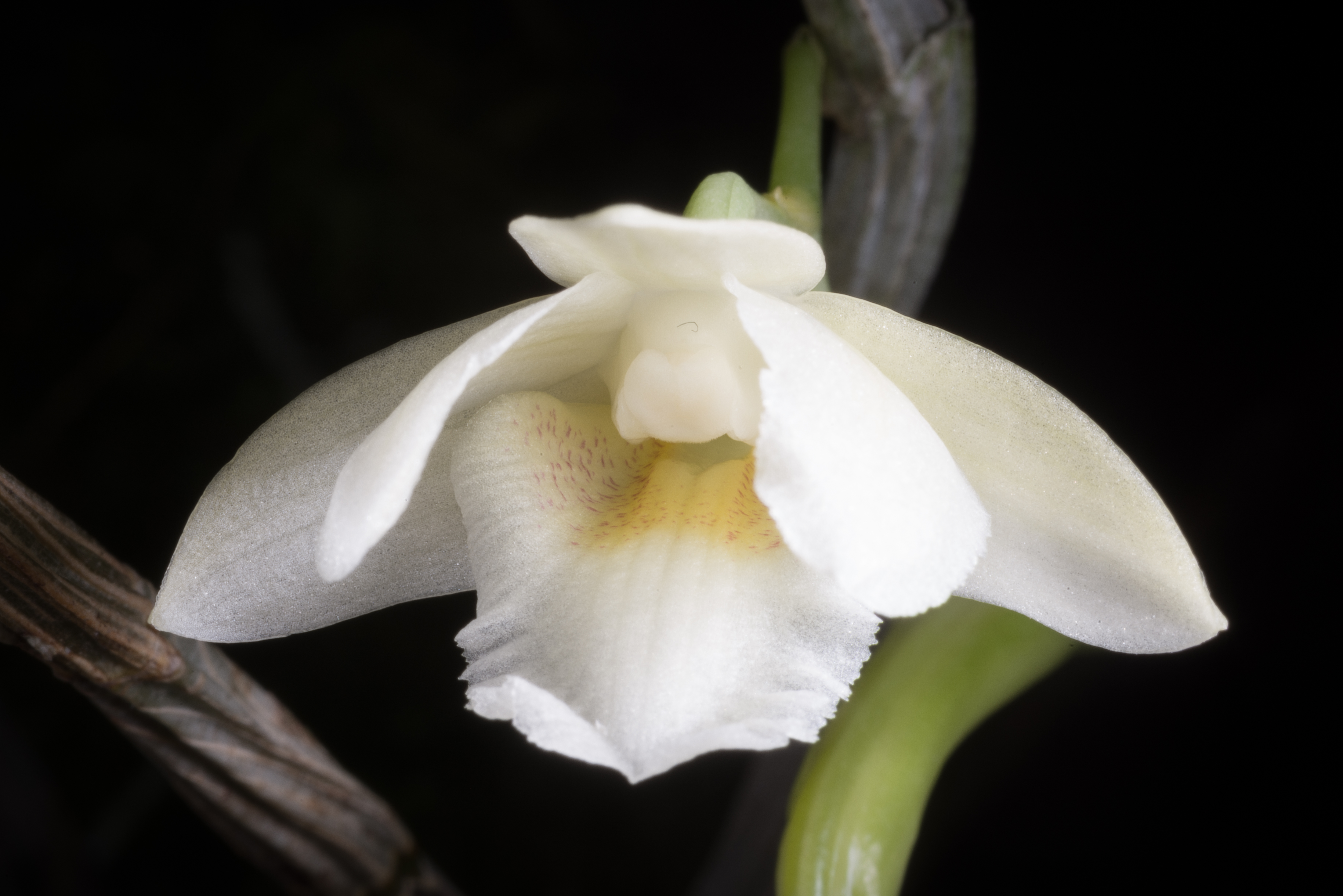
Dendrobium endertii

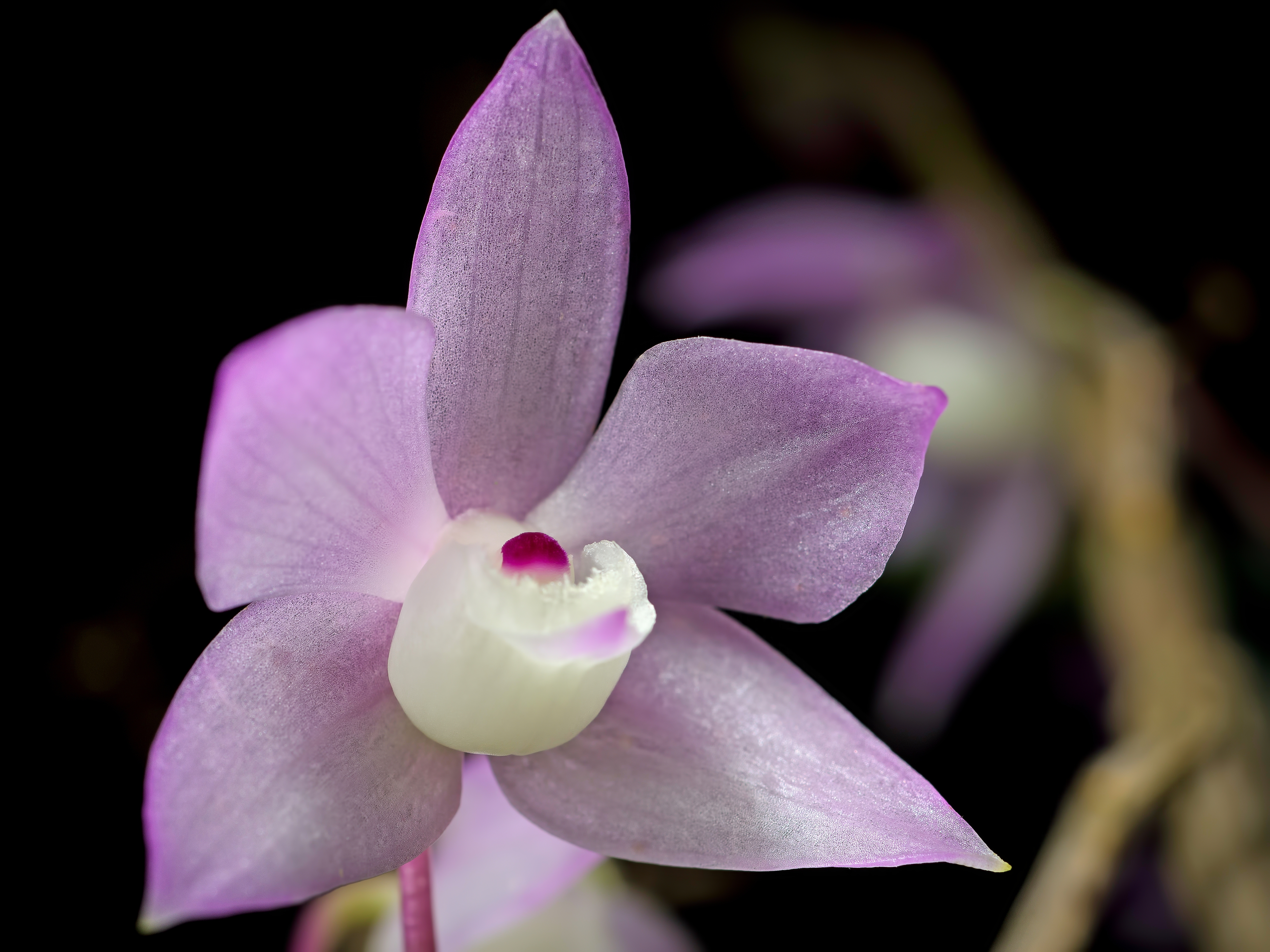
Dendrobium hercoglossum

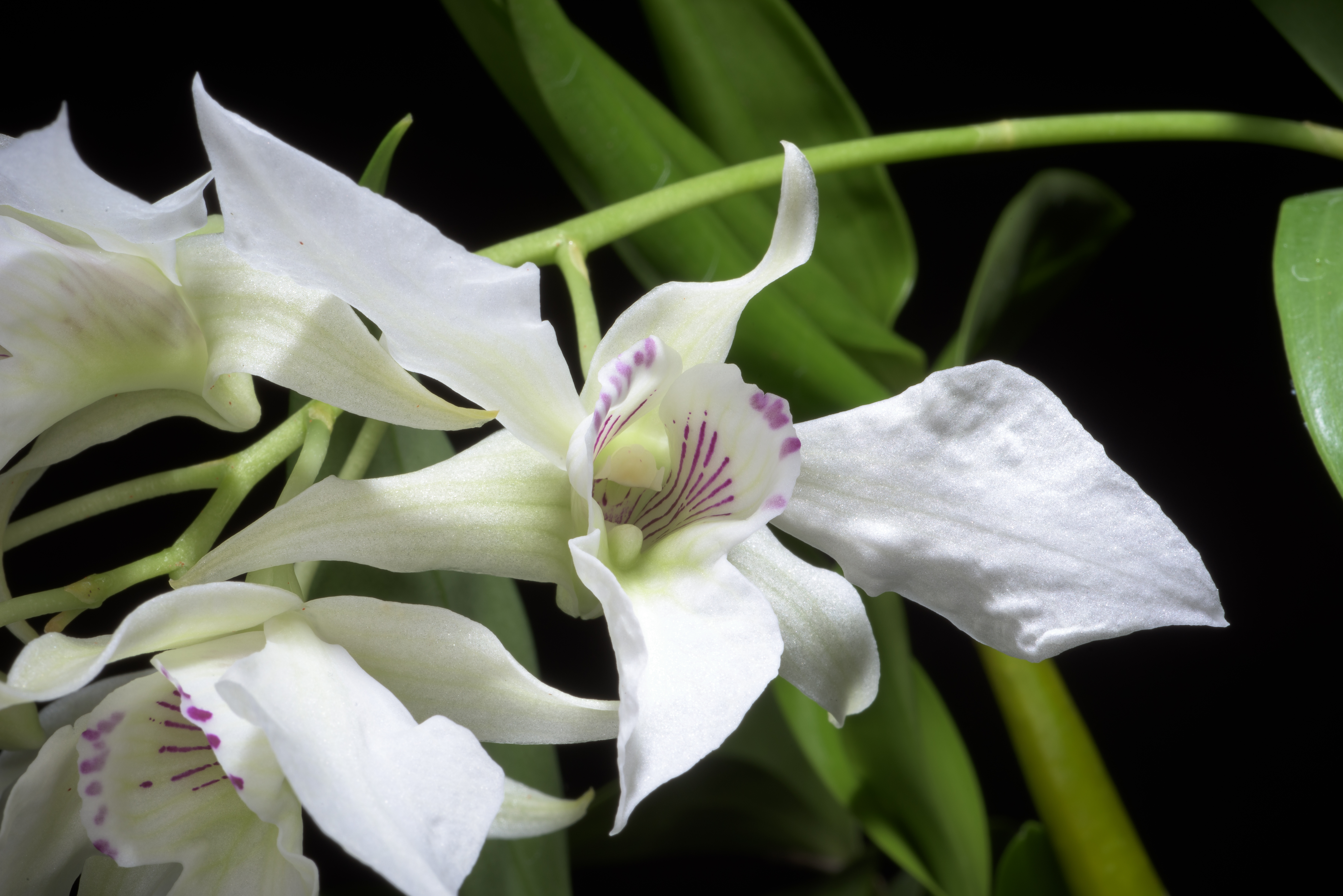
Dendrobium johnsoniae

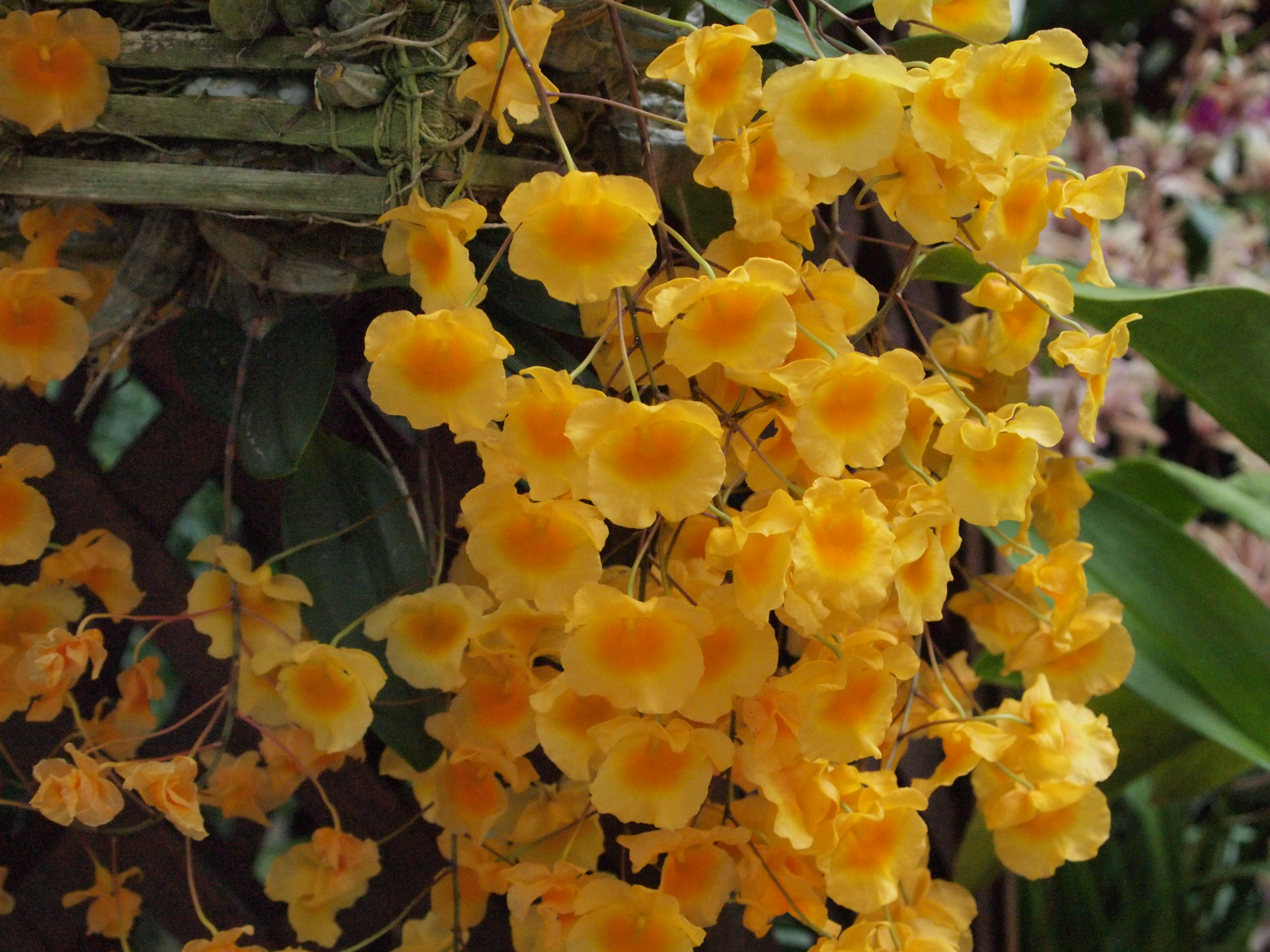
Dendrobium lindleyi

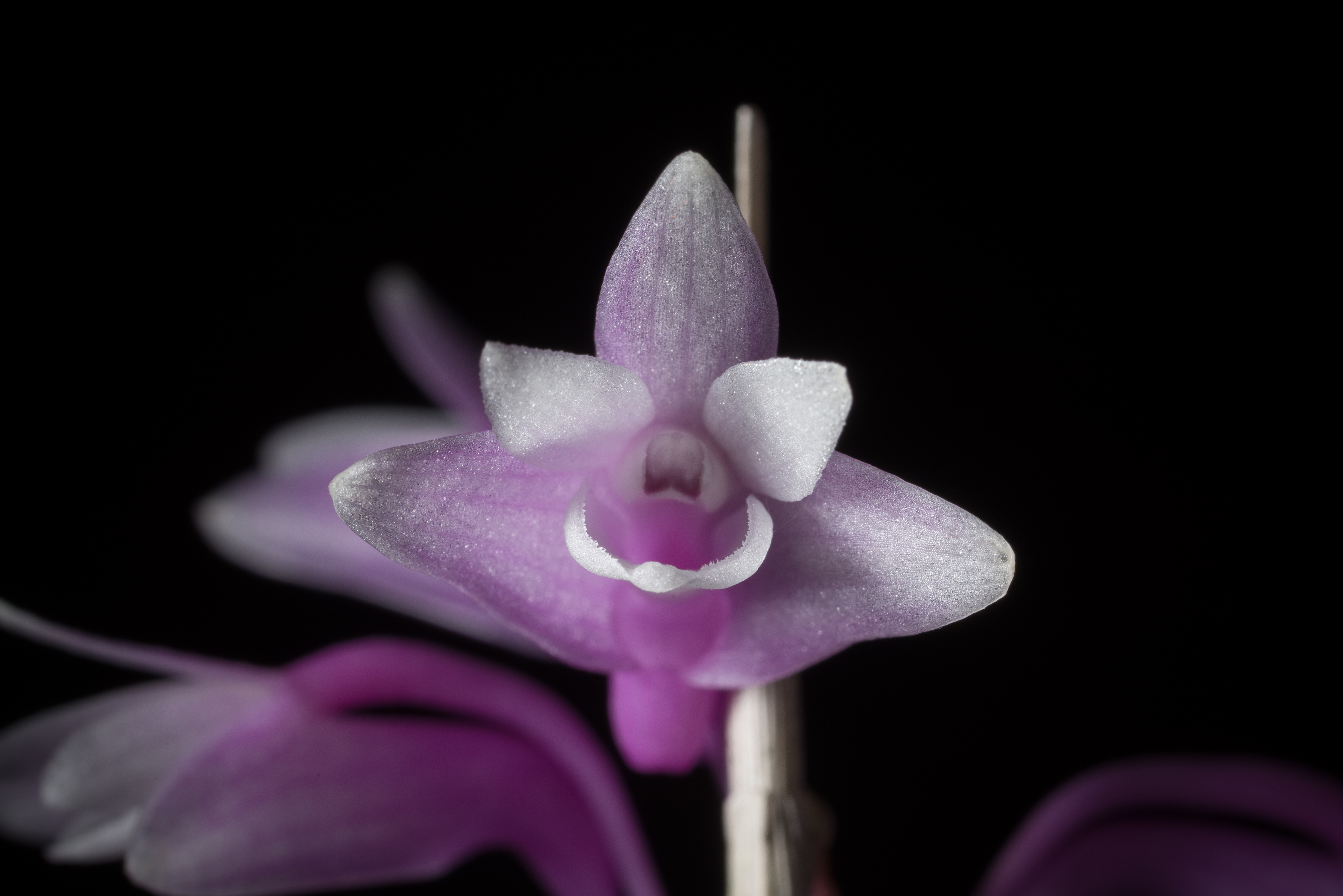
Dendrobium ramosii

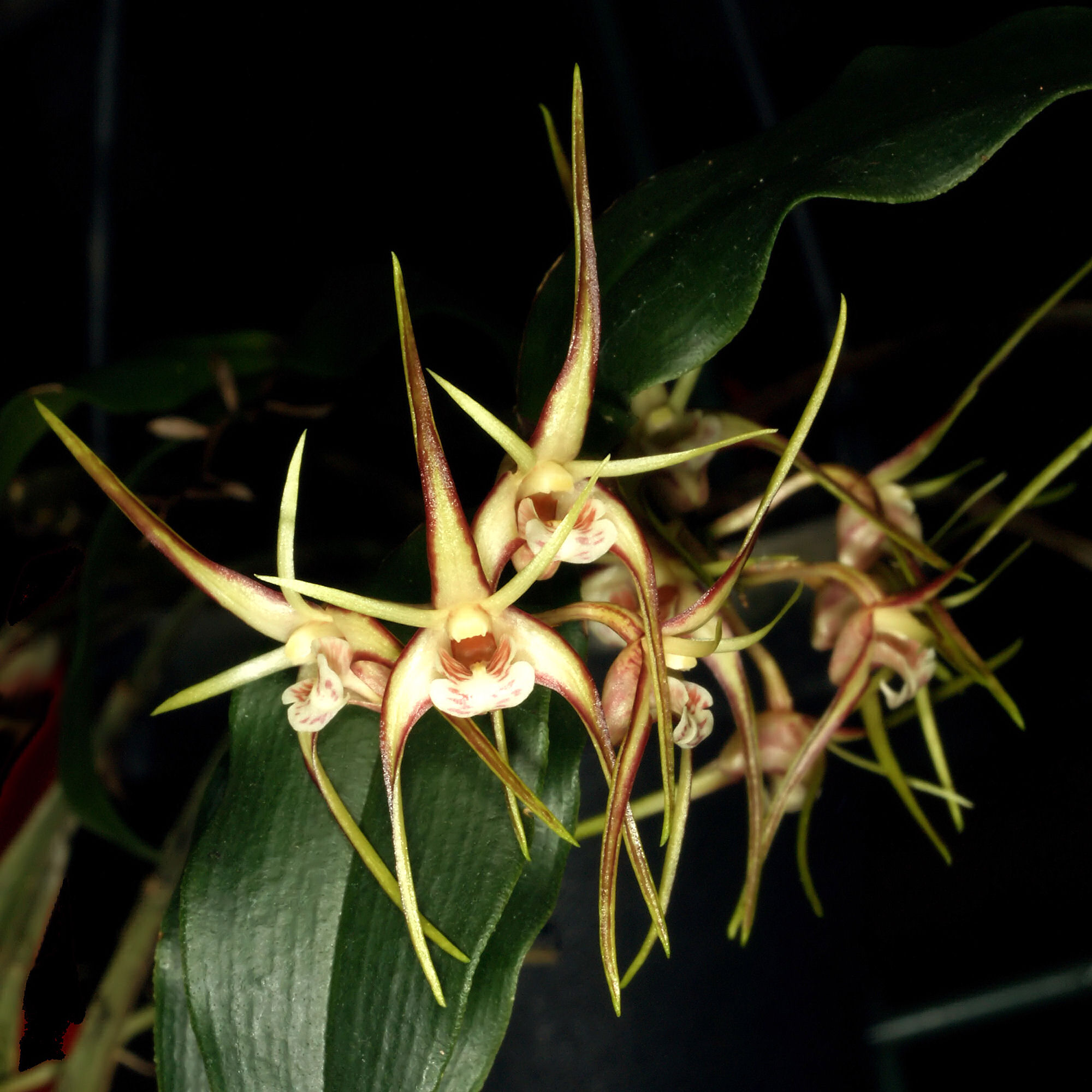
Dendrobium tetragonum

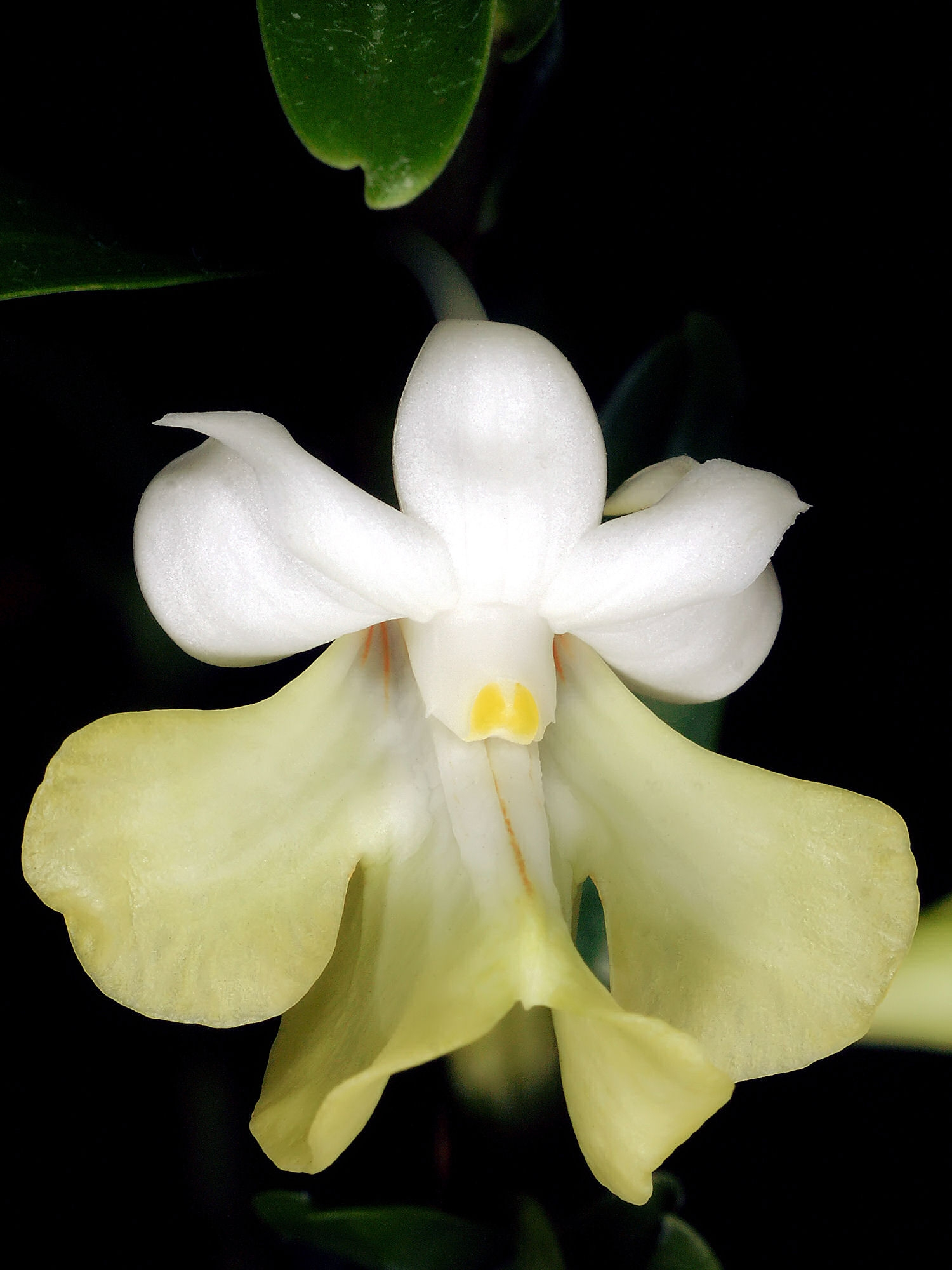
Dendrobium uniflorum

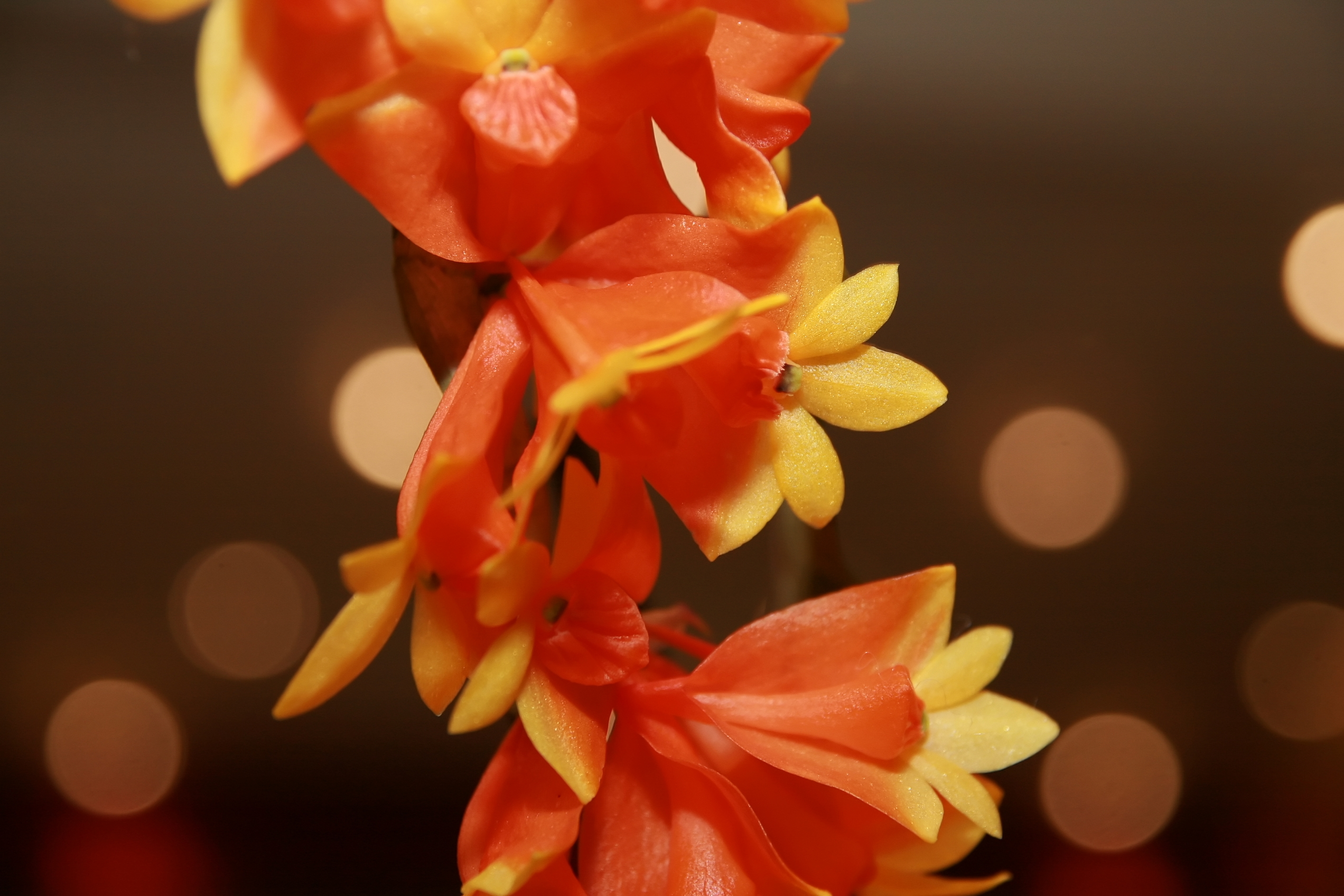
Dendrobium wentianum

A vesszőkosbor (Dendrobium) az egyszikűek (Liliopsida) osztályának spárgavirágúak (Asparagales) rendjébe, ezen belül a kosborfélék (Orchidaceae) családjába tartozó nemzetség.

## Előfordulásuk
A vesszőkosborfajok előfordulási területe India, Dél-Ázsia többi része, valamint Délkelet-Ázsia és Kelet-Ázsia, beleértve a Koreai-félszigetet és Japánt is. A Fülöp-szigetek, Indonézia és Új-Guinea területein is elterjedt. Ausztrália nagy részén és Tasmanián is jelen van. Sokuk elterjedése, szigetekre korlátozódik. Hawaiira, a Seychelle-szigetekre és a Karib-térség több szigetére betelepítették. Egyes fajok a sziklagyepes növénytársulások alkotó elemei.

## Rendszerezés
A nemzetségbe az alábbi 1553 faj és 15 hibrid tartozik:
- Dendrobium abbreviatum Schltr.
- Dendrobium aberrans Schltr.
- Dendrobium abhaycharanii (Phukan & A.A.Mao) Schuit. & Peter B.Adams
- Dendrobium acaciifolium J.J.Sm.
- Dendrobium acanthephippiiflorum J.J.Sm.
- Dendrobium acerosum Lindl.
- Dendrobium aciculare Lindl.
- Dendrobium acinaciforme Roxb.
- Dendrobium aclinia Rchb.f.
- Dendrobium acuminatissimum (Blume) Lindl.
- Dendrobium acutifolium Ridl.
- Dendrobium acutilingue Schuit. & Peter B.Adams
- Dendrobium acutilobum Schltr.
- Dendrobium acutimentum J.J.Sm.
- Dendrobium acutisepalum J.J.Sm.
- Dendrobium adae F.M.Bailey
- Dendrobium adamsii A.D.Hawkes
- Dendrobium aduncilobum J.J.Sm.
- Dendrobium aduncum Lindl.
- Dendrobium aemulum R.Br.
- Dendrobium aethalodes Ormerod
- Dendrobium affine (Decne.) Steud.
- Dendrobium agamense J.J.Sm.
- Dendrobium agrostophylloides Schltr.
- Dendrobium agrostophyllum F.Muell.
- Dendrobium agusanense Ames
- Dendrobium ajoebii J.J.Sm.
- Dendrobium alabense J.J.Wood
- Dendrobium alaticaulinum P.Royen
- Dendrobium albayense Ames
- Dendrobium albiflorum Ridl.
- Dendrobium albopurpureum (Seidenf.) Schuit. & Peter B.Adams
- Dendrobium albosanguineum Lindl. & Paxton
- Dendrobium alderwereltianum J.J.Sm.
- Dendrobium alexandrae Schltr.
- Dendrobium aliciae Ames & Quisumb.
- Dendrobium aloifolium (Blume) Rchb.f.
- Dendrobium alticola Schltr.
- Dendrobium amabile (Lour.) O'Brien
- Dendrobium amboinense Hook.
- Dendrobium amethystoglossum Rchb.f.
- Dendrobium amoenum Wall. ex Lindl.
- Dendrobium amphigenyum Ridl.
- Dendrobium amplum Lindl.
- Dendrobium anamalayanum Chandrab., V.Chandras. & N.C.Nair
- Dendrobium anceps Sw.
- Dendrobium ancipitum (P.O'Byrne & J.J.Verm.) Schuit. & Peter B.Adams
- Dendrobium andreemillariae T.M.Reeve
- Dendrobium angulatum Lindl.
- Dendrobium angusticaule P.J.Spence
- Dendrobium angustiflorum J.J.Sm.
- Dendrobium angustifolium (Blume) Lindl.
- Dendrobium angustipetalum J.J.Sm.
- Dendrobium angustispathum J.J.Sm.
- Dendrobium angustitepalum (W.K.Harris & M.A.Clem.) Schuit. & de Vogel
- Dendrobium angustum (D.L.Jones & M.A.Clem.) J.M.H.Shaw
- Dendrobium anisobulbon Schuit. & Peter B.Adams
- Dendrobium annae J.J.Sm.
- Dendrobium annamense Rolfe
- Dendrobium annuligerum Rchb.f.
- Dendrobium anosmum Lindl.
- Dendrobium antennatum Lindl.
- Dendrobium anthrene Ridl.
- Dendrobium apertum Schltr.
- Dendrobium aphanochilum Kraenzl.
- Dendrobium aphrodite Rchb.f.
- Dendrobium aphyllum (Roxb.) C.E.C.Fisch.
- Dendrobium apiculiferum J.J.Sm.
- Dendrobium appendicula Schltr.
- Dendrobium appendiculatum (Blume) Lindl.
- Dendrobium aprinoides J.J.Sm.
- Dendrobium aprinum J.J.Sm.
- Dendrobium aqueum Lindl.
- Dendrobium arachnoideum Schltr.
- Dendrobium araneola Schltr.
- Dendrobium aratriferum J.J.Sm.
- Dendrobium archipelagense Howcroft & W.N.Takeuchi
- Dendrobium arcuatum J.J.Sm.
- Dendrobium arfakense J.J.Sm.
- Dendrobium argiense J.J.Sm.
- Dendrobium aridum J.J.Sm.
- Dendrobium aries J.J.Sm.
- Dendrobium aristiferum J.J.Sm.
- Dendrobium arjunoense (J.J.Wood & J.B.Comber) Schuit. & Peter B.Adams
- Dendrobium armeniacum P.J.Cribb
- Dendrobium armitiae F.M.Bailey
- Dendrobium aromaticum J.J.Sm.
- Dendrobium arthrobulbum Kraenzl.
- Dendrobium arunachalense C.Deori, S.K.Sarma, Phukan & A.A.Mao
- Dendrobium asperatum Schltr.
- Dendrobium asphale Rchb.f.
- Dendrobium assamicum S.Chowdhury
- Dendrobium atavus J.J.Sm.
- Dendrobium atjehense J.J.Sm.
- Dendrobium atroviolaceum Rolfe
- Dendrobium attenuatum Lindl.
- Dendrobium aurantiiflammeum J.J.Wood
- Dendrobium aurantiiroseum P.Royen ex T.M.Reeve
- Dendrobium aureicolor J.J.Sm.
- Dendrobium aureilobum J.J.Sm.
- Dendrobium auriculatum Ames & Quisumb.
- Dendrobium austrocaledonicum Schltr.
- Dendrobium axillare Schltr.
- Dendrobium ayubii J.B.Comber & J.J.Wood
- Dendrobium azureum Schuit.
- Dendrobium babiense J.J.Sm.
- Dendrobium baeuerlenii F.Muell. & Kraenzl.
- Dendrobium baileyi F.Muell.
- Dendrobium bakoense J.J.Wood
- Dendrobium balzerianum Fessel & Lückel
- Dendrobium bambusiforme Schltr.
- Dendrobium bambusinum Ridl.
- Dendrobium bancanum J.J.Sm.
- Dendrobium bandaense Schltr.
- Dendrobium banghamii Ames & C.Schweinf.
- Dendrobium baoernianum P.O'Byrne, P.T.Ong & J.J.Wood
- Dendrobium barbatulum Lindl.
- Dendrobium bariense J.J.Sm.
- Dendrobium barioense J.J.Wood
- Dendrobium basilanense Ames
- Dendrobium beamanianum J.J.Wood & A.L.Lamb
- Dendrobium begaudii (Cavestro) Schuit. & Peter B.Adams
- Dendrobium bellatulum Rolfe
- Dendrobium bensoniae Rchb.f.
- Dendrobium bialatum J.J.Sm.
- Dendrobium bicameratum Lindl.
- Dendrobium bicarinatum Ames & C.Schweinf.
- Dendrobium bicaudatum Reinw. ex Lindl.
- Dendrobium bicolense Lubag-Arquiza
- Dendrobium biconvexum (D.L.Jones & M.A.Clem.) J.M.H.Shaw
- Dendrobium bicostatum J.J.Sm.
- Dendrobium bicristatum Ormerod
- Dendrobium bidentiferum J.J.Sm.
- Dendrobium bifalce Lindl.
- Dendrobium biflorum (G.Forst.) Sw.
- Dendrobium bifurcatum T.Yukawa
- Dendrobium bigibbum Lindl.
- Dendrobium bihamulatum J.J.Sm.
- Dendrobium bilobulatum Seidenf.
- Dendrobium bilobum Lindl.
- Dendrobium biloculare J.J.Sm.
- Dendrobium bismarckiense Schltr.
- Dendrobium blanche-amesiae A.D.Hawkes & A.H.Heller
- Dendrobium blaoense Schuit. & Peter B.Adams
- Dendrobium blumei Lindl.
- Dendrobium boosii Cootes & W.Suarez
- Dendrobium bostrychodes Rchb.f.
- Dendrobium bowmanii Benth.
- Dendrobium brachyanthum Schltr.
- Dendrobium brachycalyptra Schltr.
- Dendrobium brachycentrum Ridl.
- Dendrobium brachypus (Endl.) Rchb.f.
- Dendrobium brachythecum F.Muell. & Kraenzl.
- Dendrobium bracteosum Rchb.f.
- Dendrobium braianense Gagnep.
- Dendrobium branderhorstii J.J.Sm.
- Dendrobium brassii T.M.Reeve & P.Woods
- Dendrobium brevibulbum J.J.Sm.
- Dendrobium brevicaudum D.L.Jones & M.A.Clem.
- Dendrobium brevicaule Rolfe
- Dendrobium brevicolle J.J.Sm.
- Dendrobium brevilabium Schltr.
- Dendrobium brevimentum Seidenf.
- Dendrobium brillianum Ormerod & Cavestro
- Dendrobium brinkmanii Ormerod
- Dendrobium brunnescens Schltr.
- Dendrobium brunneum Schuit. & Peter B.Adams
- Dendrobium brymerianum Rchb.f.
- Dendrobium buffumii A.D.Hawkes
- Dendrobium bukidnonense Ames & Quisumb.
- Dendrobium bulbophylloides Schltr.
- Dendrobium bullenianum Rchb.f.
- Dendrobium bunuanense Ames
- Dendrobium burkeanum Ormerod
- Dendrobium busuangense Ames
- Dendrobium cabadbarense Ames
- Dendrobium cacuminis Gagnep.
- Dendrobium cadetia J.J.Sm.
- Dendrobium cadetiiflorum J.J.Sm.
- Dendrobium cadetioides Schltr.
- Dendrobium calamiforme Lodd. ex Lindl.
- Dendrobium calcaratimentum P.O'Byrne
- Dendrobium calcaratum A.Rich.
- Dendrobium calcariferum Carr
- Dendrobium calceolum Roxb.
- Dendrobium calicopis Ridl.
- Dendrobium caliculi-mentum R.S.Rogers
- Dendrobium callitrophilum B.Gray & D.L.Jones
- Dendrobium calocephalum (Z.H.Tsi & S.C.Chen) Schuit. & Peter B.Adams
- Dendrobium calophyllum Rchb.f.
- Dendrobium calopogon Rchb.f.
- Dendrobium calothyrsos Schltr.
- Dendrobium calyptratum J.J.Sm.
- Dendrobium camaridiorum Rchb.f.
- Dendrobium campbellii P.J.Cribb & B.A.Lewis
- Dendrobium canaliculatum R.Br.
- Dendrobium cancroides T.E.Hunt
- Dendrobium candoonense Ames
- Dendrobium capillipes Rchb.f.
- Dendrobium capitellatoides J.J.Sm.
- Dendrobium capituliflorum Rolfe
- Dendrobium capra J.J.Sm.
- Dendrobium carinatum (L.) Willd.
- Dendrobium cariniferum Rchb.f.
- Dendrobium carinulatidiscum J.J.Sm.
- Dendrobium carmindae M.Leon, Cootes & R.Boos
- Dendrobium carnicarinum Kores
- Dendrobium carolinense Schltr.
- Dendrobium carrii Rupp & C.T.White
- Dendrobium carronii Lavarack & P.J.Cribb
- Dendrobium caryicola Guillaumin
- Dendrobium casuarinae Schltr.
- Dendrobium catillare Rchb.f.
- Dendrobium caudiculatum (M.A.Clem. & D.L.Jones) Schuit. & de Vogel
- Dendrobium cavipes J.J.Sm.
- Dendrobium celebense J.J.Sm.
- Dendrobium centrale J.J.Sm.
- Dendrobium centrosepalum Schuit., Juswara & Droissart
- Dendrobium ceraceum Schltr.
- Dendrobium ceratostyloides J.J.Sm.
- Dendrobium ceraula Rchb.f.
- Dendrobium cerinum Rchb.f.
- Dendrobium cervicaliferum J.J.Sm.
- Dendrobium chalmersii F.Muell.
- Dendrobium chamaephytum Schltr.
- Dendrobium chameleon Ames
- Dendrobium chapaense Aver.
- Dendrobium chewiorum J.J.Wood & A.L.Lamb
- Dendrobium chiengmaiense Schuit. & Peter B.Adams
- Dendrobium chionanthum Schltr.
- Dendrobium chittimae Seidenf.
- Dendrobium chloranthum Schuit. & Peter B.Adams
- Dendrobium chordiforme Kraenzl.
- Dendrobium christyanum Rchb.f.
- Dendrobium chrysanthum Wall. ex Lindl.
- Dendrobium chryseum Rolfe
- Dendrobium chrysobulbon Schltr.
- Dendrobium chrysocrepis C.S.P.Parish & Rchb.f. ex Hook.f.
- Dendrobium chrysographatum Ames
- Dendrobium chrysopterum Schuit. & de Vogel
- Dendrobium chrysosema Schltr.
- Dendrobium chrysotainium Schltr.
- Dendrobium chrysotoxum Lindl.
- Dendrobium chrysotropis Schltr.
- Dendrobium ciliatilabellum Seidenf.
- Dendrobium cinnabarinum Rchb.f.
- Dendrobium clausum Schltr.
- Dendrobium clavator Ridl.
- Dendrobium clavuligerum J.J.Sm.
- Dendrobium cleistanthum de Vogel, E.Winkel & Vugt
- Dendrobium cleistogamum Schltr.
- Dendrobium clemensiae Ames
- Dendrobium clementsii (D.L.Jones) J.M.H.Shaw
- Dendrobium closterium Rchb.f.
- Dendrobium cobra Ormerod
- Dendrobium cochleatum J.J.Sm.
- Dendrobium cochliodes Schltr.
- Dendrobium codonosepalum J.J.Sm.
- Dendrobium coelandria Kraenzl.
- Dendrobium coeloglossum Schltr.
- Dendrobium collinsii (Lavarack) Schuit. & Peter B.Adams
- Dendrobium collinum J.J.Sm.
- Dendrobium coloratum J.J.Sm.
- Dendrobium comatum (Blume) Lindl.
- Dendrobium compactum Rolfe ex Hemsl.
- Dendrobium compressibulbum Schuit. & Peter B.Adams
- Dendrobium compressicaule J.J.Sm.
- Dendrobium compressimentum J.J.Sm.
- Dendrobium compressistylum J.J.Sm.
- Dendrobium compressum Lindl.
- Dendrobium conanthum Schltr.
- Dendrobium concavum J.J.Sm.
- Dendrobium concolor (Z.H.Tsi & S.C.Chen) Schuit. & Peter B.Adams
- Dendrobium confinale Kerr
- Dendrobium confluens J.J.Sm.
- Dendrobium confundens Kraenzl.
- Dendrobium congianum Aver.
- Dendrobium conicum J.J.Sm.
- Dendrobium connatum (Blume) Lindl.
- Dendrobium connexicostatum J.J.Sm.
- Dendrobium conspicuum Bakh.f.
- Dendrobium constrictum J.J.Sm.
- Dendrobium contextum Schuit. & de Vogel ex J.M.H.Shaw
- Dendrobium convexipes J.J.Sm.
- Dendrobium convexum (Blume) Lindl.
- Dendrobium convolutum Rolfe
- Dendrobium copelandianum F.Muell. & Kraenzl.
- Dendrobium coplandii (F.M.Bailey) Rupp
- Dendrobium corallorhizon J.J.Sm.
- Dendrobium coriaceum (D.L.Jones & M.A.Clem.) J.M.H.Shaw
- Dendrobium correllianum A.D.Hawkes & A.H.Heller
- Dendrobium corrugatilobum J.J.Sm.
- Dendrobium corticicola Schltr.
- Dendrobium corydaliflorum J.J.Wood
- Dendrobium courtauldii Summerh. ex J.J.Wood
- Dendrobium cowenii P.O'Byrne & J.J.Verm.
- Dendrobium crabro Ridl.
- Dendrobium crassicaule Schltr.
- Dendrobium crassiflorum J.J.Sm.
- Dendrobium crassifolium Schltr.
- Dendrobium crassilabium P.J.Spence
- Dendrobium crassimarginatum L.O.Williams
- Dendrobium crassinervium J.J.Sm.
- Dendrobium crassulum (Schltr.) J.J.Sm.
- Dendrobium crassum (D.L.Jones, B.Gray & M.A.Clem.) J.M.H.Shaw
- Dendrobium crenatifolium J.J.Sm.
- Dendrobium crenatilabre J.J.Sm.
- Dendrobium crenatilobum (P.O'Byrne & J.J.Verm.) Schuit. & Peter B.Adams
- Dendrobium crenicristatum Ridl.
- Dendrobium crenulatum J.J.Sm.
- Dendrobium crepidatum Lindl. & Paxton
- Dendrobium crispatum (G.Forst.) Sw.
- Dendrobium crispilinguum P.J.Cribb
- Dendrobium crocatum Hook.f.
- Dendrobium croceocentrum J.J.Sm.
- Dendrobium crucilabre J.J.Sm.
- Dendrobium cruentum Rchb.f.
- Dendrobium crumenatum Sw.
- Dendrobium cruttwellii T.M.Reeve
- Dendrobium crystallinum Rchb.f.
- Dendrobium cuculliferum J.J.Sm.
- Dendrobium cucullitepalum J.J.Sm.
- Dendrobium cucumerinum MacLeay ex Lindl.
- Dendrobium cultrifolium Schltr.
- Dendrobium cumulatum Lindl.
- Dendrobium cuneatum Schltr.
- Dendrobium cuneilabium (Schltr.) J.J.Sm.
- Dendrobium cuneilabrum J.J.Sm.
- Dendrobium cunninghamii Lindl.
- Dendrobium curviflorum Rolfe
- Dendrobium curvimentum J.J.Sm.
- Dendrobium curvisepalum Ridl.
- Dendrobium curvum Ridl.
- Dendrobium cuspidatum Lindl.
- Dendrobium cuthbertsonii F.Muell.
- Dendrobium cyanocentrum Schltr.
- Dendrobium cyanopterum Kraenzl.
- Dendrobium cyatopoides J.J.Sm.
- Dendrobium cyclobulbon Schltr.
- Dendrobium cyclolobum Schltr.
- Dendrobium cyclopense J.J.Sm.
- Dendrobium cylindricum J.J.Sm.
- Dendrobium cymatoleguum Schltr.
- Dendrobium cymbicallum P.O'Byrne & J.J.Wood
- Dendrobium cymbidioides (Blume) Lindl.
- Dendrobium cymbiforme Rolfe
- Dendrobium cymboglossum J.J.Wood & A.L.Lamb
- Dendrobium cymbulipes J.J.Sm.
- Dendrobium cynthiae Schuit.
- Dendrobium cyrilianum P.O'Byrne, Gokusing & J.J.Wood
- Dendrobium cyrtolobum Schltr.
- Dendrobium cyrtosepalum Schltr.
- Dendrobium cyrusianum P.O'Byrne, Gokusing & J.J.Wood
- Dendrobium dactyliferum Rchb.f.
- Dendrobium dactylodes Rchb.f.
- Dendrobium daenikerianum Kraenzl.
- Dendrobium dahlemense Schltr.
- Dendrobium daimandaui J.J.Wood
- Dendrobium daklakense Tich, Schuit. & J.J.Verm.
- Dendrobium dalatense Gagnep.
- Dendrobium danipense Ormerod
- Dendrobium dantaniense Guillaumin
- Dendrobium darjeelingense Pradhan
- Dendrobium davaoense Lubag-Arquiza
- Dendrobium dearei Rchb.f.
- Dendrobium debile Schltr.
- Dendrobium decoratum (M.A.Clem. & Cootes) Schuit. & Peter B.Adams
- Dendrobium decumbens Schltr.
- Dendrobium deflexilobum J.J.Wood & A.L.Lamb
- Dendrobium dekockii J.J.Sm.
- Dendrobium delacourii Guillaumin
- Dendrobium deltatum Seidenf.
- Dendrobium dempoense J.J.Sm.
- Dendrobium dendrocolla J.J.Sm.
- Dendrobium dendrocolloides J.J.Sm.
- Dendrobium denigratum J.J.Sm.
- Dendrobium denneanum Kerr
- Dendrobium densiflorum Lindl.
- Dendrobium densifolium Schltr.
- Dendrobium dentatum Seidenf.
- Dendrobium denudans D.Don
- Dendrobium deplanchei Rchb.f.
- Dendrobium derryi Ridl.
- Dendrobium deuteroeburneum J.M.H.Shaw
- Dendrobium devogelii J.J.Wood
- Dendrobium devonianum Paxton
- Dendrobium devosianum J.J.Sm.
- Dendrobium dianiae Metusala, P.O'Byrne & J.J.Wood
- Dendrobium diaphanum Schltr.
- Dendrobium diceras Schltr.
- Dendrobium dichaeoides Schltr.
- Dendrobium dichroma Schltr.
- Dendrobium dichrotropis Schltr.
- Dendrobium dickasonii L.O.Williams
- Dendrobium dicuphum F.Muell.
- Dendrobium dielsianum Schltr.
- Dendrobium diffusum L.O.Williams
- Dendrobium dilatatocolle J.J.Sm.
- Dendrobium dillonianum A.D.Hawkes & A.H.Heller
- Dendrobium dimorphum J.J.Sm.
- Dendrobium diodon Rchb.f.
- Dendrobium dionaeoides J.J.Sm.
- Dendrobium discerptum J.J.Sm.
- Dendrobium discocaulon Schltr.
- Dendrobium discolor Lindl.
- Dendrobium disoides Schltr.
- Dendrobium dissitifolium Ridl.
- Dendrobium distichum (C.Presl) Rchb.f.
- Dendrobium ditschiense J.J.Sm.
- Dendrobium dixanthum Rchb.f.
- Dendrobium dixonianum Rolfe ex Downie
- Dendrobium djamuense Schltr.
- Dendrobium dolichocaulon Schltr.
- Dendrobium dolichophyllum D.L.Jones & M.A.Clem.
- Dendrobium doloissumbinii J.J.Wood
- Dendrobium doormanii J.J.Sm.
- Dendrobium draconis Rchb.f.
- Dendrobium dulce J.J.Sm.
- Dendrobium durum J.J.Sm.
- Dendrobium eboracense Kraenzl.
- Dendrobium echinocarpum (Schltr.) J.J.Sm.
- Dendrobium ecolle J.J.Sm.
- Dendrobium efogiense Ormerod
- Dendrobium elatum Schltr.
- Dendrobium elliottianum P.O'Byrne
- Dendrobium ellipsophyllum Tang & F.T.Wang
- Dendrobium elongaticolle Schltr.
- Dendrobium elongatum (Blume) Lindl.
- Dendrobium emarginatum J.W.Moore
- Dendrobium endertii J.J.Sm.
- Dendrobium engae T.M.Reeve
- Dendrobium enigmaticum Ormerod
- Dendrobium ephemerum (J.J.Sm.) J.J.Sm.
- Dendrobium epiphyticum (D.L.Jones & M.A.Clem.) J.M.H.Shaw
- Dendrobium equitans Kraenzl.
- Dendrobium erectifolium J.J.Sm.
- Dendrobium erectilobum P.J.Spence
- Dendrobium erectopatens J.J.Sm.
- Dendrobium erectum Schltr.
- Dendrobium eriiflorum Griff.
- Dendrobium eriopexis Schltr.
- Dendrobium erostelle Seidenf.
- Dendrobium erosum (Blume) Lindl.
- Dendrobium erubescens Schltr.
- Dendrobium erythraeum Schuit. & de Vogel
- Dendrobium erythropogon Rchb.f.
- Dendrobium erythrosema (P.O'Byrne & J.J.Verm.) Schuit. & Peter B.Adams
- Dendrobium escritorii Ames
- Dendrobium eserre Seidenf.
- Dendrobium esuriens Rchb.f.
- Dendrobium eumelinum Schltr.
- Dendrobium eungellensis (D.L.Jones & M.A.Clem.) J.M.H.Shaw
- Dendrobium eurorum Ames
- Dendrobium euryanthum Schltr.
- Dendrobium exaltatum Schltr.
- Dendrobium exasperatum Schltr.
- Dendrobium exile Schltr.
- Dendrobium exilifolium Ames & C.Schweinf.
- Dendrobium eximium Schltr.
- Dendrobium extra-axillare Schltr.
- Dendrobium eymanum Ormerod
- Dendrobium faciferum J.J.Sm.
- Dendrobium fairchildiae Ames & Quisumb.
- Dendrobium fairfaxii F.Muell. ex Fitzg.
- Dendrobium falcatum J.J.Sm.
- Dendrobium falcipetalum Schltr.
- Dendrobium falconeri Hook.
- Dendrobium falcorostrum Fitzg.
- Dendrobium fallacinum Ormerod
- Dendrobium fanjingshanense Z.H.Tsi ex X.H.Jin & Y.W.Zhang
- Dendrobium fargesii Finet
- Dendrobium farinatum Schildh. & Schraut
- Dendrobium fariniferum Schltr.
- Dendrobium farmeri Paxton
- Dendrobium fellowsii F.Muell.
- Dendrobium ferdinandi Kraenzl.
- Dendrobium fililobum F.Muell.
- Dendrobium fimbriatum Hook.
- Dendrobium fimbrilabium J.J.Sm.
- Dendrobium findlayanum C.S.P.Parish & Rchb.f.
- Dendrobium finetianum Schltr.
- Dendrobium finisterrae Schltr.
- Dendrobium finniganense D.L.Jones
- Dendrobium fissum Schltr.
- Dendrobium flabelliforme Schltr.
- Dendrobium flabelloides J.J.Sm.
- Dendrobium flagellum Schltr.
- Dendrobium flavicolle Schltr.
- Dendrobium flebiliflorum Ormerod
- Dendrobium fleckeri Rupp & C.T.White
- Dendrobium flexicaule Z.H.Tsi, S.C.Sun & L.G.Xu
- Dendrobium flexile Ridl.
- Dendrobium floresianum Metusala & P.O'Byrne
- Dendrobium flos-wanua Metusala, P.O'Byrne & J.J.Wood
- Dendrobium fluctuosum J.J.Sm.
- Dendrobium foetens Kraenzl.
- Dendrobium forbesii Ridl.
- Dendrobium formosum Roxb. ex Lindl.
- Dendrobium fornax Ormerod
- Dendrobium forrestii (Ormerod) Schuit. & Peter B.Adams
- Dendrobium foxii Ridl.
- Dendrobium fractiflexum Finet
- Dendrobium fractum T.M.Reeve
- Dendrobium franssenianum J.J.Sm.
- Dendrobium friedericksianum Rchb.f.
- Dendrobium fruticicola J.J.Sm.
- Dendrobium fruticosum Schuit. & de Vogel
- Dendrobium fugax Rchb.f.
- Dendrobium fulgescens J.J.Sm.
- Dendrobium fulgidum Schltr.
- Dendrobium fuligineum J.J.Sm.
- Dendrobium fuliginosum (M.A.Clem. & D.L.Jones) P.F.Hunt
- Dendrobium fulminicaule J.J.Sm.
- Dendrobium funiforme Blume
- Dendrobium furcatopedicellatum Hayata
- Dendrobium furcatum Reinw. ex Lindl.
- Dendrobium furfuriferum J.J.Sm.
- Dendrobium fuscescens Griff.
- Dendrobium fusciflorum Ormerod
- Dendrobium fytchianum Bateman ex Rchb.f.
- Dendrobium gaoligongense (Hong Yu & S.G.Zhang) Schuit. & Peter B.Adams
- Dendrobium garrettii Seidenf.
- Dendrobium gatiense Schltr.
- Dendrobium gemellum Lindl.
- Dendrobium geminatum (Blume) Lindl.
- Dendrobium gemmiferum Kraenzl.
- Dendrobium georgei J.Mathew
- Dendrobium geotropum T.M.Reeve
- Dendrobium gerlandianum Kraenzl.
- Dendrobium gibbiferum J.J.Sm.
- Dendrobium gibbosum Gilli
- Dendrobium gibsonii Paxton
- Dendrobium giriwoense J.J.Sm.
- Dendrobium gjellerupii J.J.Sm.
- Dendrobium glabrum J.J.Sm.
- Dendrobium glaucoviride J.J.Sm.
- Dendrobium glebulosum Schltr.
- Dendrobium globiflorum Schltr.
- Dendrobium glomeratum Rolfe
- Dendrobium glomeroides Ormerod
- Dendrobium glossorhynchoides Schltr.
- Dendrobium gnomus Ames
- Dendrobium gobiense Schltr.
- Dendrobium goldfinchii F.Muell.
- Dendrobium goldschmidtianum Kraenzl.
- Dendrobium goliathense J.J.Sm.
- Dendrobium goodallianum de Vogel, E.Winkel & Vugt
- Dendrobium gouldii Rchb.f.
- Dendrobium gracile (Blume) Lindl.
- Dendrobium gracilentum Schltr.
- Dendrobium gracilicaule F.Muell.
- Dendrobium gracilicolle Schltr.
- Dendrobium gracilifolium Schltr.
- Dendrobium gracilipes Burkill
- Dendrobium gramineum Ridl.
- Dendrobium grande Hook.f.
- Dendrobium grastidioides J.J.Sm.
- Dendrobium gratiosissimum Rchb.f.
- Dendrobium greenianum P.J.Cribb & B.A.Lewis
- Dendrobium gregulus Seidenf.
- Dendrobium griffithianum Lindl.
- Dendrobium grootingsii J.J.Sm.
- Dendrobium grossum Schltr.
- Dendrobium guamense Ames
- Dendrobium guerreroi Ames & Quisumb.
- Dendrobium guibertii Carrière
- Dendrobium gunnarii P.S.N.Rao
- Dendrobium guttenbergii J.J.Sm.
- Dendrobium guttulatum Schltr.
- Dendrobium gynoglottis Carr
- Dendrobium habbemense P.Royen
- Dendrobium hainanense Rolfe
- Dendrobium halmaheirense J.J.Sm.
- Dendrobium hamadryas Schltr.
- Dendrobium hamaticalcar J.J.Wood & Dauncey
- Dendrobium hamatum Rolfe
- Dendrobium hamiferum P.J.Cribb
- Dendrobium hampelii Cootes & Boos
- Dendrobium hancockii Rolfe
- Dendrobium harveyanum Rchb.f.
- Dendrobium hasseltii (Blume) Lindl.
- Dendrobium hastilabium Kraenzl.
- Dendrobium hawkesii A.H.Heller
- Dendrobium hekouense Z.J.Liu & L.J.Chen
- Dendrobium helix P.J.Cribb
- Dendrobium hellerianum A.D.Hawkes
- Dendrobium hellwigianum Kraenzl. ex Warb.
- Dendrobium hemimelanoglossum Guillaumin
- Dendrobium hendersonii A.D.Hawkes & A.H.Heller
- Dendrobium henryi Schltr.
- Dendrobium heokhuii P.O'Byrne & J.J.Wood
- Dendrobium hepaticum J.J.Sm.
- Dendrobium herbaceum Lindl.
- Dendrobium hercoglossum Rchb.f.
- Dendrobium herpetophytum Schltr.
- Dendrobium hesperis (Seidenf.) Schuit. & Peter B.Adams
- Dendrobium heterobulbum Schltr.
- Dendrobium heterocarpum Wall. ex Lindl.
- Dendrobium heteroglossum Schltr.
- Dendrobium heteroideum Blume
- Dendrobium heyneanum Lindl.
- Dendrobium hippocrepiferum Schltr.
- Dendrobium hirsutifolium J.J.Wood
- Dendrobium hirtulum Rolfe
- Dendrobium hispidum A.Rich.
- Dendrobium histrionicum (Rchb.f.) Schltr.
- Dendrobium hkinhumense Ormerod & C.S.Kumar
- Dendrobium hodgkinsonii Rolfe
- Dendrobium hollandianum J.J.Sm.
- Dendrobium holochilum Schltr.
- Dendrobium homochromum J.J.Sm.
- Dendrobium homoglossum Schltr.
- Dendrobium hooglandianum Ormerod
- Dendrobium hookerianum Lindl.
- Dendrobium hooveri Ormerod
- Dendrobium hornei S.Moore
- Dendrobium horstii J.J.Sm.
- Dendrobium hosei Ridl.
- Dendrobium hughii Rchb.f.
- Dendrobium humboldtense J.J.Sm.
- Dendrobium humicolle Schltr.
- Dendrobium huttonii Rchb.f.
- Dendrobium hydrophilum J.J.Sm.
- Dendrobium hymenanthum Rchb.f.
- Dendrobium hymenocentrum Schltr.
- Dendrobium hymenopetalum Schltr.
- Dendrobium hymenophyllum Lindl.
- Dendrobium hymenopterum Hook.f.
- Dendrobium hyperanthiflorum Kraenzl.
- Dendrobium hypopogon Kraenzl.
- Dendrobium ianthinum Schuit. & Puspit.
- Dendrobium iboense Schltr.
- Dendrobium igneoniveum J.J.Sm.
- Dendrobium igneum J.J.Sm.
- Dendrobium imbricatum J.J.Sm.
- Dendrobium imitans Schltr.
- Dendrobium imitator J.J.Wood
- Dendrobium implicatum Fukuy.
- Dendrobium inamoenum Kraenzl.
- Dendrobium inauditum Rchb.f.
- Dendrobium inconspicuum J.J.Sm.
- Dendrobium inconstans J.J.Sm.
- Dendrobium incumbens Schltr.
- Dendrobium incurvatum Schltr.
- Dendrobium incurvociliatum J.J.Sm.
- Dendrobium incurvum Lindl.
- Dendrobium indivisum (Blume) Miq.
- Dendrobium indragiriense Schltr.
- Dendrobium inflatum Rolfe
- Dendrobium informe J.J.Sm.
- Dendrobium infortunatum J.J.Sm.
- Dendrobium infractum J.J.Sm.
- Dendrobium infundibulum Lindl.
- Dendrobium ingratum J.J.Sm.
- Dendrobium insigne (Blume) Rchb.f. ex Miq.
- Dendrobium integrilabium J.J.Sm.
- Dendrobium integrum Schltr.
- Dendrobium interjectum Ames
- Dendrobium interruptum J.J.Sm.
- Dendrobium intricatum Gagnep.
- Dendrobium involutum Lindl.
- Dendrobium ionopus Rchb.f.
- Dendrobium isabelense Ormerod
- Dendrobium ischnopetalum Schltr.
- Dendrobium ischnophyton Schltr.
- Dendrobium isochiloides Kraenzl.
- Dendrobium isthmiferum J.J.Sm.
- Dendrobium iteratum J.J.Sm.
- Dendrobium jabiense J.J.Sm.
- Dendrobium jacobsonii J.J.Sm.
- Dendrobium jadunae Schltr.
- Dendrobium jamirusii J.J.Wood & A.L.Lamb
- Dendrobium janowskyi J.J.Sm.
- Dendrobium jenkinsii Wall. ex Lindl.
- Dendrobium jennae P.O'Byrne
- Dendrobium jennyanum Kraenzl.
- Dendrobium jerdonianum Wight
- Dendrobium jiajiangense Z.Y.Zhu, S.J.Zhu & H.B.Wang
- Dendrobium jimcootesii Cabactulan & M.Leon
- Dendrobium johannis Rchb.f.
- Dendrobium johnsoniae F.Muell.
- Dendrobium jonesii Rendle
- Dendrobium josephinae Cootes
- Dendrobium jubatum Schuit. & de Vogel
- Dendrobium judithiae P.O'Byrne
- Dendrobium junceum Lindl.
- Dendrobium juncifolium Schltr.
- Dendrobium juncoideum P.Royen
- Dendrobium junctilobum (Fessel & Lückel) Schuit. & Peter B.Adams
- Dendrobium juniperinum Schltr.
- Dendrobium kallarense J.Mathew, K.V.George, Yohannan & K.Madhus.
- Dendrobium kanakorum Kraenzl.
- Dendrobium kanburiense Seidenf.
- Dendrobium kaniense Schltr.
- Dendrobium karoense Schltr.
- Dendrobium katherinae A.D.Hawkes
- Dendrobium kauldorumii T.M.Reeve
- Dendrobium keithii Ridl.
- Dendrobium kelamense Metusala, P.O'Byrne & J.J.Wood
- Dendrobium kelsallii Ridl.
- Dendrobium kempfianum Ormerod
- Dendrobium kempterianum Schltr.
- Dendrobium kenepaiense J.J.Sm.
- Dendrobium kentrochilum Hook.f.
- Dendrobium kentrophyllum Hook.f.
- Dendrobium kerstingianum Schltr.
- Dendrobium ketrickkianum P.O'Byrne, Gokusing & A.L.Lamb
- Dendrobium keytsianum J.J.Sm.
- Dendrobium khanhoaense Aver.
- Dendrobium khasianum Deori
- Dendrobium kiauense Ames & C.Schweinf.
- Dendrobium kietaense Schltr.
- Dendrobium kinabaluense Ridl.
- Dendrobium kingianum Bidwill ex Lindl.
- Dendrobium kirchianum A.D.Hawkes & A.H.Heller
- Dendrobium kjellbergii J.J.Sm.
- Dendrobium klabatense Schltr.
- Dendrobium klossii Ridl.
- Dendrobium kontumense Gagnep.
- Dendrobium koordersii J.J.Sm.
- Dendrobium korthalsii J.J.Sm.
- Dendrobium kotanicanum Ormerod
- Dendrobium koyamae Nob.Tanaka, T.Yukawa & J.Murata
- Dendrobium kraemeri Schltr.
- Dendrobium kraenzlinii L.O.Williams
- Dendrobium kratense Kerr
- Dendrobium kruiense J.J.Sm.
- Dendrobium kruizingae de Vogel, E.Winkel & Vugt
- Dendrobium kryptocheilum Gilli
- Dendrobium kurashigei T.Yukawa
- Dendrobium kuyperi J.J.Sm.
- Dendrobium labangense J.J.Sm.
- Dendrobium labuanum Lindl.
- Dendrobium laceratum Schltr.
- Dendrobium laciniosum Ridl.
- Dendrobium lacteum Kraenzl.
- Dendrobium laevifolium Stapf
- Dendrobium lagarum Seidenf.
- Dendrobium lageniforme J.J.Sm.
- Dendrobium lagorum P.Royen
- Dendrobium lambii J.J.Wood
- Dendrobium lamellatum (Blume) Lindl.
- Dendrobium lamelluliferum J.J.Sm.
- Dendrobium lamii J.J.Sm.
- Dendrobium lampongense J.J.Sm.
- Dendrobium lamprocaulon Schltr.
- Dendrobium lamproglossum Schltr.
- Dendrobium lamrianum C.L.Chan
- Dendrobium lamyaiae Seidenf.
- Dendrobium lanceolatum Gaudich.
- Dendrobium lancifolium A.Rich.
- Dendrobium lancilabium J.J.Sm.
- Dendrobium lancilobum J.J.Wood
- Dendrobium langbianense Gagnep.
- Dendrobium lankaviense Ridl.
- Dendrobium lanuginosum Ormerod
- Dendrobium lasianthera J.J.Sm.
- Dendrobium lasioglossum Rchb.f.
- Dendrobium latelabellatum Gilli
- Dendrobium laterale L.O.Williams
- Dendrobium latifrons J.J.Sm.
- Dendrobium latoureoides (Schltr.) J.J.Sm.
- Dendrobium laurensii J.J.Sm.
- Dendrobium laurifolium (Kraenzl.) J.J.Sm.
- Dendrobium lawesii F.Muell.
- Dendrobium lawiense J.J.Sm.
- Dendrobium laxiflorum J.J.Sm.
- Dendrobium ledifolium J.J.Sm.
- Dendrobium leeanum O'Brien
- Dendrobium legareiense J.J.Sm.
- Dendrobium leonis (Lindl.) Rchb.f.
- Dendrobium leontoglossum (Ridl.) Schltr.
- Dendrobium lepidochilum Kraenzl.
- Dendrobium leporinum J.J.Sm.
- Dendrobium leptocladum Hayata
- Dendrobium leptophyton Schuit. & de Vogel
- Dendrobium leucochlorum Rchb.f.
- Dendrobium leucocyanum T.M.Reeve
- Dendrobium leucohybos Schltr.
- Dendrobium levatii Kraenzl.
- Dendrobium lewisiae Schuit. & de Vogel
- Dendrobium leytense Ames
- Dendrobium lichenastrum (F.Muell.) Rolfe
- Dendrobium limii J.J.Wood
- Dendrobium limpidum Schuit. & de Vogel
- Dendrobium linawianum Rchb.f.
- Dendrobium lindleyi Steud.
- Dendrobium lineale Rolfe
- Dendrobium linearifolium Teijsm. & Binn.
- Dendrobium linguella Rchb.f.
- Dendrobium linguiforme Sw.
- Dendrobium litorale Schltr.
- Dendrobium lituiflorum Lindl.
- Dendrobium lobatum (Blume) Miq.
- Dendrobium lobbii Teijsm. & Binn.
- Dendrobium lobulatum Rolfe ex J.J.Sm.
- Dendrobium loddigesii Rolfe
- Dendrobium loesenerianum Schltr.
- Dendrobium lohanense J.J.Wood
- Dendrobium loherianum Kraenzl.
- Dendrobium lohohense Tang & F.T.Wang
- Dendrobium lohokii J.J.Wood & A.L.Lamb
- Dendrobium lomatochilum Seidenf.
- Dendrobium lonchigerum Schltr.
- Dendrobium longicaule J.J.Sm.
- Dendrobium longicolle Lindl.
- Dendrobium longicornu Lindl.
- Dendrobium longipes Hook.f.
- Dendrobium longiramense J.J.Wood & P.O'Byrne
- Dendrobium longirepens Ames & C.Schweinf.
- Dendrobium longissimum Schltr.
- Dendrobium longlingense Q.Xu, Y.B.Luo & Z.J.Liu
- Dendrobium lowii Lindl.
- Dendrobium lucens Rchb.f.
- Dendrobium lueckelianum Fessel & M.Wolff
- Dendrobium lumakuense J.J.Wood
- Dendrobium lunatum Lindl.
- Dendrobium luoi L.J.Chen & W.H.Rao
- Dendrobium luteolum Bateman
- Dendrobium luxurians J.J.Sm.
- Dendrobium luzonense Lindl.
- Dendrobium lydiae Cootes, M.Leon & Naive
- Dendrobium maccarthiae Thwaites
- Dendrobium macfarlanei F.Muell.
- Dendrobium macraei Lindl.
- Dendrobium macranthum A.Rich.
- Dendrobium macraporum J.J.Sm.
- Dendrobium macrifolium J.J.Sm.
- Dendrobium macrogenion Schltr.
- Dendrobium macrolobum J.J.Sm.
- Dendrobium macrophyllum A.Rich.
- Dendrobium macropodum Hook.f.
- Dendrobium macropus (Endl.) Rchb.f. ex Lindl.
- Dendrobium macrostachyum Lindl.
- Dendrobium macrostigma J.J.Sm.
- Dendrobium maculosum J.J.Sm.
- Dendrobium magistratus P.J.Cribb
- Dendrobium magnilabre (P.J.Cribb & B.A.Lewis) Schuit. & Peter B.Adams
- Dendrobium maguanense Q.Xu & Z.J.Liu
- Dendrobium maidenianum Schltr.
- Dendrobium maierae J.J.Sm.
- Dendrobium malacanthum Kraenzl.
- Dendrobium malbrownii Dockrill
- Dendrobium maleolens Kraenzl.
- Dendrobium maliliense J.J.Sm.
- Dendrobium maluense (Schltr.) J.J.Sm.
- Dendrobium malvicolor Ridl.
- Dendrobium mamberamense J.J.Sm.
- Dendrobium mannii Ridl.
- Dendrobium maraiparense J.J.Wood & C.L.Chan
- Dendrobium margaretiae T.M.Reeve
- Dendrobium mariae Schuit. & Peter B.Adams
- Dendrobium marmoratum Rchb.f.
- Dendrobium masarangense Schltr.
- Dendrobium masonii Rupp
- Dendrobium mastersianum F.Muell. & Kraenzl.
- Dendrobium mayandyi T.M.Reeve & Renz
- Dendrobium megaceras Hook.f.
- Dendrobium megalanthum Schltr.
- Dendrobium meiernianum P.O'Byrne, P.T.Ong & J.J.Wood
- Dendrobium mekynosepalum Schltr.
- Dendrobium melanostictum Schltr.
- Dendrobium melanotrichum Schltr.
- Dendrobium melinanthum Schltr.
- Dendrobium meliodorum Schltr.
- Dendrobium mellicolor J.J.Sm.
- Dendrobium merrillii Ames
- Dendrobium metachilinum Rchb.f.
- Dendrobium metrium Kraenzl.
- Dendrobium micholitzii Rolfe ex Ames
- Dendrobium microbulbon A.Rich.
- Dendrobium microglaphys Rchb.f.
- Dendrobium micronephelium J.J.Sm.
- Dendrobium microphyton L.O.Williams
- Dendrobium milaniae Fessel & Lückel
- Dendrobium militare P.J.Cribb
- Dendrobium millarae A.D.Hawkes
- Dendrobium mimicum (Ormerod) Schuit. & Peter B.Adams
- Dendrobium mindanaense Ames
- Dendrobium minimiflorum Gilli
- Dendrobium minimum Ames & C.Schweinf.
- Dendrobium minjemense Schltr.
- Dendrobium minutiflorum Kraenzl.
- Dendrobium mirandum Schltr.
- Dendrobium mirbelianum Gaudich.
- Dendrobium mischobulbum Schltr.
- Dendrobium miserum Rchb.f.
- Dendrobium miyasakii Ames & Quisumb.
- Dendrobium modestum Rchb.f.
- Dendrobium mohlianum Rchb.f.
- Dendrobium molle J.J.Sm.
- Dendrobium moniliforme (L.) Sw. - típusfaj
- Dendrobium monophyllum F.Muell.
- Dendrobium montanum J.J.Sm.
- Dendrobium montedeakinense F.M.Bailey
- Dendrobium monticola P.F.Hunt & Summerh.
- Dendrobium montis-hosei J.J.Wood
- Dendrobium montis-sellae Kraenzl.
- Dendrobium montis-yulei Kraenzl.
- Dendrobium mooreanum Lindl.
- Dendrobium moorei F.Muell.
- Dendrobium moquetteanum J.J.Sm.
- Dendrobium morotaiense J.J.Sm.
- Dendrobium morrisonii Schltr.
- Dendrobium mortii F.Muell.
- Dendrobium moschatum (Banks) Sw.
- Dendrobium mucronatum Seidenf.
- Dendrobium mucrovaginatum Metusala & J.J.Wood
- Dendrobium mulderi Schuit. & de Vogel
- Dendrobium multifolium Schltr.
- Dendrobium multilineatum Kerr
- Dendrobium multiramosum Ames
- Dendrobium multistriatum J.J.Sm.
- Dendrobium muluense J.J.Wood
- Dendrobium munificum (Finet) Schltr.
- Dendrobium muricatum Finet
- Dendrobium muriciferum (J.J.Sm.) Ormerod
- Dendrobium mussauense Ormerod
- Dendrobium mutabile (Blume) Lindl.
- Dendrobium mystroglossum Schltr.
- Dendrobium nabawanense J.J.Wood & A.L.Lamb
- Dendrobium nakaharae Schltr.
- Dendrobium nanarauticola Fukuy.
- Dendrobium nanocompactum Seidenf.
- Dendrobium nanum Hook.f.
- Dendrobium nardoides Schltr.
- Dendrobium nareshbahadurii H.B.Naithani
- Dendrobium nathanielis Rchb.f.
- Dendrobium nativitatis Ridl.
- Dendrobium navicula Kraenzl.
- Dendrobium nazaretii (P.O'Byrne & J.J.Verm.) Schuit. & Peter B.Adams
- Dendrobium nebularum Schltr.
- Dendrobium neglectum Gagnep.
- Dendrobium nemorale L.O.Williams
- Dendrobium neoguineense A.D.Hawkes & A.H.Heller
- Dendrobium neospectabile J.M.H.Shaw
- Dendrobium nephrolepidis Schltr.
- Dendrobium neuroglossum Schltr.
- Dendrobium ngoyense Schltr.
- Dendrobium nieuwenhuisii J.J.Sm.
- Dendrobium nigricans Schltr.
- Dendrobium nimium J.J.Sm.
- Dendrobium nindii W.Hill
- Dendrobium nitidicolle J.J.Sm.
- Dendrobium nitidissimum Rchb.f.
- Dendrobium niveobarbatum Cootes
- Dendrobium niveopurpureum J.J.Sm.
- Dendrobium njongense Schltr.
- Dendrobium nobile Lindl.
- Dendrobium nodosum Dalzell
- Dendrobium noesae J.J.Sm.
- Dendrobium normanbyense P.J.Spence
- Dendrobium nothofageti (M.A.Clem. & D.L.Jones) Schuit. & de Vogel
- Dendrobium nothofagicola T.M.Reeve
- Dendrobium nubigenum Schltr.
- Dendrobium nudum (Blume) Lindl.
- Dendrobium numaldeorii C.Deori, Hynn. & Phukan
- Dendrobium nummularia Schltr.
- Dendrobium nycteridoglossum Rchb.f.
- Dendrobium obcordatum J.J.Sm.
- Dendrobium obliquum Schltr.
- Dendrobium oblongimentum Hosok. & Fukuy.
- Dendrobium obovatum Schltr.
- Dendrobium obreniforme Schuit. & Peter B.Adams
- Dendrobium obrienianum Kraenzl.
- Dendrobium obscureauriculatum Gilli
- Dendrobium obtusum Schltr.
- Dendrobium obyrnei (W.K.Harris) Schuit. & de Vogel
- Dendrobium ochraceum De Wild.
- Dendrobium ochranthum Schltr.
- Dendrobium ochreatum Lindl.
- Dendrobium ochroleucum Teijsm. & Binn.
- Dendrobium ochthochilum P.O'Byrne & J.J.Verm.
- Dendrobium odoardi Kraenzl.
- Dendrobium odontopus Schltr.
- Dendrobium odoratum Schltr.
- Dendrobium officinale Kimura & Migo
- Dendrobium okabeanum Tuyama
- Dendrobium okinawense Hatus. & Ida
- Dendrobium oliganthum Schltr.
- Dendrobium oligophyllum Gagnep.
- Dendrobium olivaceum J.J.Sm.
- Dendrobium omissum Schuit. & Peter B.Adams
- Dendrobium opacifolium J.J.Sm.
- Dendrobium opilionites Schltr.
- Dendrobium oppositifolium (Kraenzl.) N.Hallé
- Dendrobium optimuspatruus P.O'Byrne & J.J.Verm.
- Dendrobium orbilobulatum Fessel & Lückel
- Dendrobium ordinatum J.J.Sm.
- Dendrobium oreodoxa Schltr.
- Dendrobium orientale J.J.Sm.
- Dendrobium ornithoflorum Ames
- Dendrobium osmophytopsis Kraenzl.
- Dendrobium ostrinum J.J.Sm.
- Dendrobium otaguroanum A.D.Hawkes
- Dendrobium ou-hinnae Schltr.
- Dendrobium ovatifolium Ridl.
- Dendrobium ovatipetalum J.J.Sm.
- Dendrobium ovatum (L.) Kraenzl.
- Dendrobium ovipostoriferum J.J.Sm.
- Dendrobium oxychilum Schltr.
- Dendrobium paathii J.J.Sm.
- Dendrobium pachyanthum Schltr.
- Dendrobium pachyglossum C.S.P.Parish & Rchb.f.
- Dendrobium pachyphyllum (Kuntze) Bakh.f.
- Dendrobium pachystele Schltr.
- Dendrobium pachythrix T.M.Reeve & P.Woods
- Dendrobium padangense Schltr.
- Dendrobium paitanense J.J.Wood
- Dendrobium palawense Schltr.
- Dendrobium palpebrae Lindl.
- Dendrobium pandaneti Ridl.
- Dendrobium panduratum Lindl.
- Dendrobium panduriferum Hook.f.
- Dendrobium pangunaense (Ormerod) Schuit. & Peter B.Adams
- Dendrobium pantherinum Schltr.
- Dendrobium papilio Loher
- Dendrobium papillilabium J.J.Sm.
- Dendrobium papuanum J.J.Sm.
- Dendrobium papyraceum J.J.Sm.
- Dendrobium paradoxum Teijsm. & Binn.
- Dendrobium paragnomus Ormerod
- Dendrobium parciflorum Rchb.f. ex Lindl.
- Dendrobium parcum Rchb.f.
- Dendrobium pardalinum Rchb.f.
- Dendrobium parietiforme J.J.Sm.
- Dendrobium parishii H.Low
- Dendrobium parnatanum Cavestro
- Dendrobium parthenium Rchb.f.
- Dendrobium particolor Ormerod
- Dendrobium parvifolium J.J.Sm.
- Dendrobium parvilobum Schltr.
- Dendrobium parvulum Rolfe
- Dendrobium paspalifolium J.J.Sm.
- Dendrobium patentifiliforme Hosok.
- Dendrobium patentilobum Ames & C.Schweinf.
- Dendrobium patentissimum J.J.Sm.
- Dendrobium patulum Schltr.
- Dendrobium paucilaciniatum J.J.Sm.
- Dendrobium pectinatum Finet
- Dendrobium peculiare J.J.Sm.
- Dendrobium pedicellatum J.J.Sm.
- Dendrobium pedilochilum Schltr.
- Dendrobium peguanum Lindl.
- Dendrobium pemae Schltr.
- Dendrobium pendulum Roxb.
- Dendrobium pensile Ridl.
- Dendrobium pentanema Schltr.
- Dendrobium pentapterum Schltr.
- Dendrobium percnanthum Rchb.f.
- Dendrobium pergracile Ames
- Dendrobium perlongum Schltr.
- Dendrobium perpaulum Seidenf.
- Dendrobium perulatum Gagnep.
- Dendrobium petiolatum Schltr.
- Dendrobium petrophilum (Kraenzl.) Garay ex N.Hallé
- Dendrobium phaeanthum Schltr.
- Dendrobium phalangillum J.J.Sm.
- Dendrobium phalangium Schltr.
- Dendrobium philippinense Ames
- Dendrobium phillipsii Ames & Quisumb.
- Dendrobium phragmitoides Schltr.
- Dendrobium phuketense Schuit. & Peter B.Adams
- Dendrobium pictum Lindl.
- Dendrobium piestocaulon Schltr.
- Dendrobium pililobum J.J.Sm.
- Dendrobium pinifolium Ridl.
- Dendrobium piranha C.L.Chan & P.J.Cribb
- Dendrobium planibulbe Lindl.
- Dendrobium planicaule Ridl.
- Dendrobium planum J.J.Sm.
- Dendrobium platybasis Ridl.
- Dendrobium platycaulon Rolfe
- Dendrobium platyclinoides J.J.Sm.
- Dendrobium platygastrium Rchb.f.
- Dendrobium platylobum (Schltr.) J.J.Sm.
- Dendrobium platyphyllum Schltr.
- Dendrobium pleasancium P.O'Byrne & J.J.Verm.
- Dendrobium plebeium J.J.Sm.
- Dendrobium pleianthum Schltr.
- Dendrobium pleiostachyum Rchb.f.
- Dendrobium pleurodes Schltr.
- Dendrobium plicatile Lindl.
- Dendrobium plumilobum J.J.Sm.
- Dendrobium podocarpifolium Schltr.
- Dendrobium podochiloides Schltr.
- Dendrobium pogonantherum J.J.Sm.
- Dendrobium pogoniates Rchb.f.
- Dendrobium pohnpeiense Schuit. & Peter B.Adams
- Dendrobium poissonianum Schltr.
- Dendrobium polyanthum Wall. ex Lindl.
- Dendrobium polycladium Rchb.f.
- Dendrobium polyphyllum Schltr.
- Dendrobium polyschistum Schltr.
- Dendrobium polysema Schltr.
- Dendrobium polytrichum Ames
- Dendrobium ponapense Schltr.
- Dendrobium poneroides Schltr.
- Dendrobium porphyrochilum Lindl.
- Dendrobium potamophila Schltr.
- Dendrobium praecinctum Rchb.f.
- Dendrobium praemorsum Schuit. & de Vogel
- Dendrobium praetermissum Seidenf.
- Dendrobium prasinum Lindl.
- Dendrobium prianganense J.J.Wood & J.B.Comber
- Dendrobium procerum Schltr.
- Dendrobium procumbens Carr
- Dendrobium profusum Rchb.f.
- Dendrobium prostheciglossum Schltr.
- Dendrobium prostratum Ridl.
- Dendrobium proteranthum Seidenf.
- Dendrobium protractum Dauncey
- Dendrobium pruinosum Teijsm. & Binn.
- Dendrobium pseudoaloifolium J.J.Wood
- Dendrobium pseudoaprinum J.J.Sm.
- Dendrobium pseudocalceolum J.J.Sm.
- Dendrobium pseudoclavator J.J.Wood
- Dendrobium pseudoconanthum J.J.Sm.
- Dendrobium pseudoconvexum Ames
- Dendrobium pseudoequitans Fessel & Lückel
- Dendrobium pseudoglomeratum T.M.Reeve & J.J.Wood
- Dendrobium pseudointricatum Guillaumin
- Dendrobium pseudokurashigei J.J.Wood
- Dendrobium pseudolamellatum J.J.Wood & A.L.Lamb
- Dendrobium pseudopeloricum J.J.Sm.
- Dendrobium pseudorarum Dauncey
- Dendrobium pseudostriatellum J.J.Wood & P.O'Byrne
- Dendrobium pseudotenellum Guillaumin
- Dendrobium pterocarpum Ames
- Dendrobium puberulilingue J.J.Sm.
- Dendrobium pugioniforme A.Cunn. ex Lindl.
- Dendrobium pulchellum Roxb. ex Lindl.
- Dendrobium pulchrum Schltr.
- Dendrobium pulleanum J.J.Sm.
- Dendrobium pullenianum Ormerod
- Dendrobium pulvilliferum Schltr.
- Dendrobium pulvinatum Schltr.
- Dendrobium punamense Schltr.
- Dendrobium punbatuense J.J.Wood
- Dendrobium puncticulosum J.J.Sm.
- Dendrobium puniceum Ridl.
- Dendrobium purpureiflorum J.J.Sm.
- Dendrobium purpureoflavescens Ormerod
- Dendrobium purpureostelidium Ames
- Dendrobium purpureum Roxb.
- Dendrobium putnamii A.D.Hawkes & A.H.Heller
- Dendrobium pycnostachyum Lindl.
- Dendrobium racemosum (Nicholls) Clemesha & Dockrill
- Dendrobium rachmatii J.J.Sm.
- Dendrobium racieanum Cavestro
- Dendrobium radians Rchb.f.
- Dendrobium radiatum (D.L.Jones & M.A.Clem.) J.M.H.Shaw
- Dendrobium radicosum Ridl.
- Dendrobium ramificans J.J.Sm.
- Dendrobium ramosii Ames
- Dendrobium rantii J.J.Sm.
- Dendrobium rappardii J.J.Sm.
- Dendrobium rariflorum J.J.Sm.
- Dendrobium rarum Schltr.
- Dendrobium ravanii Cootes
- Dendrobium rechingerorum Schltr.
- Dendrobium reconditum Schuit. & Peter B.Adams
- Dendrobium recurvatum (Blume) J.J.Sm.
- Dendrobium recurvifolium J.J.Sm.
- Dendrobium recurvilabre J.J.Sm.
- Dendrobium reflexitepalum J.J.Sm.
- Dendrobium reflexum Schuit. & de Vogel
- Dendrobium refractum Teijsm. & Binn.
- Dendrobium regale Schltr.
- Dendrobium reginanivis P.O'Byrne & J.J.Verm.
- Dendrobium regium Prain
- Dendrobium reineckei Schltr.
- Dendrobium remotisepalum J.J.Sm.
- Dendrobium reniforme J.J.Sm.
- Dendrobium rennellii P.J.Cribb
- Dendrobium repandum Schuit. & de Vogel
- Dendrobium restrepioides (W.Suarez & M.A.Clem.) J.M.H.Shaw
- Dendrobium revolutum Lindl.
- Dendrobium rhabdoglossum Schltr.
- Dendrobium rhipidolobum Schltr.
- Dendrobium rhodobalion Schltr.
- Dendrobium rhodocentrum Rchb.f.
- Dendrobium rhodochilum (Ferreras & Cootes) Schuit. & Peter B.Adams
- Dendrobium rhodostele Ridl.
- Dendrobium rhodostictum F.Muell. & Kraenzl.
- Dendrobium rhombeum Lindl.
- Dendrobium rhombopetalum Kraenzl.
- Dendrobium rhytidothece Schltr.
- Dendrobium rickscottianum P.O'Byrne & J.J.Verm.
- Dendrobium ridleyanum Schltr.
- Dendrobium rigidifolium Rolfe
- Dendrobium rigidum R.Br.
- Dendrobium rindjaniense J.J.Sm.
- Dendrobium riparium J.J.Sm.
- Dendrobium ritaeanum King & Pantl.
- Dendrobium roseatum Ridl.
- Dendrobium roseicolor A.D.Hawkes & A.H.Heller
- Dendrobium roseiodorum Sathap., T.Yukawa & Seelanan
- Dendrobium roseipes Schltr.
- Dendrobium rosellum Ridl.
- Dendrobium roseoflavidum Schltr.
- Dendrobium roseonervatum Schltr.
- Dendrobium roseosparsum P.O'Byrne & J.J.Verm.
- Dendrobium roseostriatum Ridl.
- Dendrobium rotundatum (Lindl.) Hook.f.
- Dendrobium rubropictum Schltr.
- Dendrobium ruckeri Lindl.
- Dendrobium ruginosum Ames
- Dendrobium rugosum (Blume) Lindl.
- Dendrobium rugulosum J.J.Sm.
- Dendrobium rumphiae Rchb.f.
- Dendrobium rupestre J.J.Sm.
- Dendrobium rupicola Ridl.
- Dendrobium rupicoloides J.M.H.Shaw
- Dendrobium rutriferum Rchb.f.
- Dendrobium ruttenii J.J.Sm.
- Dendrobium sabahense J.J.Wood
- Dendrobium sacculiferum J.J.Sm.
- Dendrobium sagittatum J.J.Sm.
- Dendrobium salaccense (Blume) Lindl.
- Dendrobium salicifolium J.J.Sm.
- Dendrobium salomonense Schltr.
- Dendrobium sambasanum J.J.Sm.
- Dendrobium samoense P.J.Cribb
- Dendrobium sancristobalense P.J.Cribb
- Dendrobium sanderae Rolfe
- Dendrobium sandsii J.J.Wood & C.L.Chan
- Dendrobium sanguinolentum Lindl.
- Dendrobium sanseiense Hayata
- Dendrobium sarawakense Merr.
- Dendrobium sarcochilus Finet
- Dendrobium sarcodes Schltr.
- Dendrobium sarcophyllum Schltr.
- Dendrobium savannicola Schltr.
- Dendrobium sayeri Schltr.
- Dendrobium scabrifolium Ridl.
- Dendrobium scabrilingue Lindl.
- Dendrobium schinzii Rolfe
- Dendrobium schistoglossum Schltr.
- Dendrobium schneiderae F.M.Bailey
- Dendrobium schoeninum Lindl.
- Dendrobium schouteniense J.J.Sm.
- Dendrobium schuetzei Rolfe
- Dendrobium schulleri J.J.Sm.
- Dendrobium schwartzkopfianum Kraenzl.
- Dendrobium schweinfurthianum A.D.Hawkes & A.H.Heller
- Dendrobium scirpoides Schltr.
- Dendrobium scopa Lindl.
- Dendrobium scopula Schltr.
- Dendrobium scoriarum W.W.Sm.
- Dendrobium scorpionis Ormerod
- Dendrobium scotiiforme J.J.Sm.
- Dendrobium sculptum Rchb.f.
- Dendrobium secundum (Blume) Lindl. ex Wall.
- Dendrobium sematoglossum Schltr.
- Dendrobium senile C.S.P.Parish & Rchb.f.
- Dendrobium sepikanum Schltr.
- Dendrobium septemcostulatum J.J.Sm.
- Dendrobium seranicum J.J.Sm.
- Dendrobium serena-alexianum J.J.Wood & A.L.Lamb
- Dendrobium serratilabium L.O.Williams
- Dendrobium serratipetalum Schltr.
- Dendrobium sessanicum Apang
- Dendrobium setifolium Ridl.
- Dendrobium setosum Schltr.
- Dendrobium shearmanii Schuit. & de Vogel
- Dendrobium shiraishii T.Yukawa & M.Nishida
- Dendrobium shixingense Z.L.Chen, S.J.Zeng & J.Duan
- Dendrobium shompenii B.K.Sinha & P.S.N.Rao
- Dendrobium siberutense J.J.Sm.
- Dendrobium sibilense Ormerod
- Dendrobium sibuyanense Lubag-Arquiza, Naranja, Baldos & Sacdalan
- Dendrobium sidikalangense Dauncey
- Dendrobium siewhongii (P.O'Byrne) J.M.H.Shaw
- Dendrobium signatum Rchb.f.
- Dendrobium simondii Gagnep.
- Dendrobium simplex J.J.Sm.
- Dendrobium simplicicaule J.J.Sm.
- Dendrobium singaporense A.D.Hawkes & A.H.Heller
- Dendrobium singkawangense J.J.Sm.
- Dendrobium singulare Ames & C.Schweinf.
- Dendrobium sinianum P.O'Byrne
- Dendrobium sinominutiflorum S.C.Chen, J.J.Wood & H.P.Wood
- Dendrobium sinsuronense J.J.Wood
- Dendrobium sinuosum Ames
- Dendrobium sirophyton Schuit. & de Vogel
- Dendrobium sitanalae J.J.Sm.
- Dendrobium sladei J.J.Wood & P.J.Cribb
- Dendrobium sleumeri Ormerod
- Dendrobium smillieae F.Muell.
- Dendrobium smithianum Schltr.
- Dendrobium solomonense (Carr) Schuit. & Peter B.Adams
- Dendrobium somae Hayata
- Dendrobium soriense Howcroft
- Dendrobium sororium Schltr.
- Dendrobium spatella Rchb.f.
- Dendrobium spathilabium Ames & C.Schweinf.
- Dendrobium spathilingue J.J.Sm.
- Dendrobium spathipetalum J.J.Sm.
- Dendrobium spathulatum L.O.Williams
- Dendrobium speciosum Sm.
- Dendrobium speckmaieri Fessel & Lückel
- Dendrobium spectabile (Blume) Miq.
- Dendrobium spectatissimum Rchb.f.
- Dendrobium speculum J.J.Sm.
- Dendrobium spenceanum Ormerod
- Dendrobium sphenochilum F.Muell. & Kraenzl.
- Dendrobium spinuliferum Ormerod
- Dendrobium spurium (Blume) J.J.Sm.
- Dendrobium steatoglossum Rchb.f.
- Dendrobium steinii J.J.Sm.
- Dendrobium stelidiiferum J.J.Sm.
- Dendrobium stella-silvae (Loher & Kraenzl.) Ames
- Dendrobium stellare Dauncey
- Dendrobium stelliferum J.J.Sm.
- Dendrobium stenocentrum Schltr.
- Dendrobium stenoglossum Gagnep.
- Dendrobium stenophyllum Schltr.
- Dendrobium stenophytoides (P.O'Byrne & J.J.Verm.) Schuit. & Peter B.Adams
- Dendrobium stenophyton Schltr.
- Dendrobium stictanthum Schltr.
- Dendrobium stipiticola Ormerod
- Dendrobium stockelbuschii Schettler
- Dendrobium stockeri T.Yukawa
- Dendrobium stolleanum Schltr.
- Dendrobium stratiotes Rchb.f.
- Dendrobium straussianum Schltr.
- Dendrobium strebloceras Rchb.f.
- Dendrobium strepsiceros J.J.Sm.
- Dendrobium striaenopsis M.A.Clem. & D.L.Jones
- Dendrobium striatellum Carr
- Dendrobium striatiflorum J.J.Sm.
- Dendrobium stricticalcarum W.Suarez & Cootes
- Dendrobium striolatum Rchb.f.
- Dendrobium strongylanthum Rchb.f.
- Dendrobium strongyloflorum J.J.Wood
- Dendrobium stuposum Lindl.
- Dendrobium suavicans J.M.H.Shaw
- Dendrobium subacaule Reinw. ex Lindl.
- Dendrobium subansiriense D.Verma & Barbhuiya
- Dendrobium subbilobatum Schltr.
- Dendrobium subcarinatum Ormerod
- Dendrobium subclausum Rolfe
- Dendrobium subelobatum J.J.Sm.
- Dendrobium subfalcatum J.J.Sm.
- Dendrobium subflavidum Ridl.
- Dendrobium subintegrum (P.J.Cribb & B.A.Lewis) Schuit. & Peter B.Adams
- Dendrobium sublobatum J.J.Sm.
- Dendrobium subpandifolium J.J.Sm.
- Dendrobium subpetiolatum Schltr.
- Dendrobium subquadratum J.J.Sm.
- Dendrobium subradiatum J.J.Sm.
- Dendrobium subretusum J.J.Sm.
- Dendrobium subserratum Schltr.
- Dendrobium subtricostatum J.J.Sm.
- Dendrobium subulatoides Schltr.
- Dendrobium subulatum (Blume) Lindl.
- Dendrobium subuliferum J.J.Sm.
- Dendrobium sulcatum Lindl.
- Dendrobium sulphureum Schltr.
- Dendrobium summerhayesianum A.D.Hawkes & A.H.Heller
- Dendrobium superans J.J.Sm.
- Dendrobium sutepense Rolfe ex Downie
- Dendrobium sutiknoi P.O'Byrne
- Dendrobium suzukii T.Yukawa
- Dendrobium swartzii A.D.Hawkes & A.H.Heller
- Dendrobium sylvanum Rchb.f.
- Dendrobium taeniocaule Schuit., Juswara & Droissart
- Dendrobium takadui (Schltr.) J.J.Sm.
- Dendrobium tampangii P.O'Byrne
- Dendrobium tangerinum P.J.Cribb
- Dendrobium tanjiewhoei J.J.Wood & C.L.Chan
- Dendrobium tapiniense T.M.Reeve
- Dendrobium taurinum Lindl.
- Dendrobium taurulinum J.J.Sm.
- Dendrobium taveuniense Dauncey & P.J.Cribb
- Dendrobium tawauense J.J.Wood
- Dendrobium taylorii (F.Muell.) F.M.Bailey
- Dendrobium teloense J.J.Sm.
- Dendrobium tenellum (Blume) Lindl.
- Dendrobium tentaculatum Schltr.
- Dendrobium tenue J.J.Sm.
- Dendrobium tenuicaule Hook.f.
- Dendrobium teretifolium R.Br.
- Dendrobium terminale C.S.P.Parish & Rchb.f.
- Dendrobium terrestre J.J.Sm.
- Dendrobium tetrachromum Rchb.f.
- Dendrobium tetraedre (Blume) Lindl.
- Dendrobium tetragonum A.Cunn. ex Lindl.
- Dendrobium tetralobatum (P.O'Byrne & J.J.Verm.) Schuit. & Peter B.Adams
- Dendrobium tetralobum Schltr.
- Dendrobium textile J.J.Sm.
- Dendrobium thinhii Aver.
- Dendrobium thyrsiflorum B.S.Williams
- Dendrobium thyrsodes Rchb.f.
- Dendrobium thysanophorum Schltr.
- Dendrobium tiongii Cootes
- Dendrobium tipula J.J.Sm.
- Dendrobium tipuliferum Rchb.f.
- Dendrobium tobaense J.J.Wood & J.B.Comber
- Dendrobium tokai Rchb.f.
- Dendrobium tomaniense J.J.Wood
- Dendrobium toppiorum A.L.Lamb & J.J.Wood
- Dendrobium torajaense P.O'Byrne
- Dendrobium toressae (F.M.Bailey) Dockrill
- Dendrobium torquisepalum Kraenzl.
- Dendrobium torricellense Schltr.
- Dendrobium tortile Lindl.
- Dendrobium tortitepalum J.J.Sm.
- Dendrobium toxopei J.J.Sm.
- Dendrobium tozerense Lavarack
- Dendrobium trachythece Schltr.
- Dendrobium trankimianum T.Yukawa
- Dendrobium transparens Wall. ex Lindl.
- Dendrobium transtilliferum J.J.Sm.
- Dendrobium transversilobum J.J.Sm.
- Dendrobium trantuanii Perner & X.N.Dang
- Dendrobium treacherianum Rchb.f. ex Hook.f.
- Dendrobium treubii J.J.Sm.
- Dendrobium treutleri (Hook.f.) Schuit. & Peter B.Adams
- Dendrobium triangulum J.J.Sm.
- Dendrobium tricallosum Ames & C.Schweinf.
- Dendrobium trichosepalum Gilli
- Dendrobium trichostomum Rchb.f. ex Oliv.
- Dendrobium tricristatum Schuit. & Peter B.Adams
- Dendrobium tricuspe (Blume) Lindl.
- Dendrobium tridentatum Ames & C.Schweinf.
- Dendrobium tridentiferum Lindl.
- Dendrobium triflorum (Blume) Lindl.
- Dendrobium trifurcatum (Carr) Schuit. & Peter B.Adams
- Dendrobium trigonellodorum Kraenzl.
- Dendrobium trigonopus Rchb.f.
- Dendrobium trilamellatum J.J.Sm.
- Dendrobium trilobulatum Kores
- Dendrobium trinervium Ridl.
- Dendrobium triquetrum Ridl.
- Dendrobium triste Schltr.
- Dendrobium tropaeoliflorum Hook.f.
- Dendrobium tropidophorum Schltr.
- Dendrobium trullatum J.J.Wood & A.L.Lamb
- Dendrobium truncatum Lindl.
- Dendrobium truncicola Schltr.
- Dendrobium tsangianum (Ormerod) Schuit. & Peter B.Adams
- Dendrobium tsii Schuit. & Peter B.Adams
- Dendrobium tuberculatum J.J.Sm.
- Dendrobium tubiflorum J.J.Sm.
- Dendrobium tunense J.J.Sm.
- Dendrobium uliginosum J.J.Sm.
- Dendrobium umbellatum (Gaudich.) Rchb.f.
- Dendrobium umbonatum Seidenf.
- Dendrobium uncatum Lindl.
- Dendrobium uncipes J.J.Sm.
- Dendrobium undatialatum Schltr.
- Dendrobium unibulbe (Seidenf.) Schuit. & Peter B.Adams
- Dendrobium unicarinatum Kores
- Dendrobium unicorne Ames
- Dendrobium unicum Seidenf.
- Dendrobium uniflorum Griff.
- Dendrobium usterii Schltr.
- Dendrobium usterioides Ames
- Dendrobium ustulatum Carr
- Dendrobium utile J.J.Sm.
- Dendrobium vagabundum A.D.Hawkes & A.H.Heller
- Dendrobium vagans Schltr.
- Dendrobium validicolle J.J.Sm.
- Dendrobium vanderwateri Ridl.
- Dendrobium vandifolium Finet
- Dendrobium vandoides Schltr.
- Dendrobium vanhulstijnii J.J.Sm.
- Dendrobium vanilliodorum J.J.Sm.
- Dendrobium vanleeuwenii J.J.Sm.
- Dendrobium vannouhuysii J.J.Sm.
- Dendrobium vanuatuense Schuit. & Peter B.Adams
- Dendrobium velutinelabrum M.A.Clem. & Cootes
- Dendrobium ventricosum Kraenzl.
- Dendrobium ventrilabium J.J.Sm.
- Dendrobium venustum Teijsm. & Binn.
- Dendrobium vernicosum Schltr.
- Dendrobium verruciferum Rchb.f.
- Dendrobium verruciflorum Schltr.
- Dendrobium verruculosum Schltr.
- Dendrobium versicolor Cogn.
- Dendrobium versteegii J.J.Sm.
- Dendrobium vesiculosum M.A.Clem. & D.L.Jones
- Dendrobium vestigiiferum J.J.Sm.
- Dendrobium vexillarius J.J.Sm.
- Dendrobium victoriae-reginae Loher
- Dendrobium vietnamense Aver.
- Dendrobium villosulum Wall. ex Lindl.
- Dendrobium vinosum Schltr.
- Dendrobium violaceoflavens J.J.Sm.
- Dendrobium violaceominiatum Schltr.
- Dendrobium violaceopictum Schltr.
- Dendrobium violaceum Kraenzl.
- Dendrobium violascens J.J.Sm.
- Dendrobium virgineum Rchb.f.
- Dendrobium viridiflorum F.M.Bailey
- Dendrobium viridulum Ridl.
- Dendrobium virotii Guillaumin
- Dendrobium vitiense Rolfe
- Dendrobium vocongii Schettler & D.M.Pham
- Dendrobium vogelsangii P.O'Byrne
- Dendrobium vonroemeri J.J.Sm.
- Dendrobium zamboangense Ames
- Dendrobium zebrinum J.J.Sm.
- Dendrobium zhenghuoense S.P.Chen, Liang Ma & M.He Li
- Dendrobium zhenyuanense D.P.Ye ex Jian W.Li, D.P.Ye & X.H.Jin
- Dendrobium quadriferum Schltr.
- Dendrobium quadrilobatum Carr
- Dendrobium quadrilobum Rolfe
- Dendrobium quadriquetrum J.J.Sm.
- Dendrobium quinquecallosum J.J.Sm.
- Dendrobium quinquecaudatum J.J.Sm.
- Dendrobium quinquedentatum J.J.Sm.
- Dendrobium quinquelobatum Schltr.
- Dendrobium quinquelobum (Schltr.) J.J.Sm.
- Dendrobium quisumbingii A.D.Hawkes & A.H.Heller
- Dendrobium wangliangii G.W.Hu, C.L.Long & X.H.Jin
- Dendrobium wantipiense Ormerod
- Dendrobium wardianum R.Warner
- Dendrobium wassellii S.T.Blake
- Dendrobium wattii (Hook.f.) Rchb.f.
- Dendrobium wekainense Ormerod
- Dendrobium wenshanense Q.Xu, Y.B.Luo & Z.J.Liu
- Dendrobium wentianum J.J.Sm.
- Dendrobium wenzelii Ames
- Dendrobium whistleri P.J.Cribb
- Dendrobium wichersii Schltr.
- Dendrobium widjajanum Ormerod
- Dendrobium wightii A.D.Hawkes & A.H.Heller
- Dendrobium williamsianum Rchb.f.
- Dendrobium williamsonii Day & Rchb.f.
- Dendrobium wilsonii Rolfe
- Dendrobium wisselense P.J.Cribb
- Dendrobium wolterianum Schltr.
- Dendrobium woluense J.J.Sm.
- Dendrobium womersleyi T.M.Reeve
- Dendrobium woodsii P.J.Cribb
- Dendrobium wulaiense Howcroft
- Dendrobium xanthoacron Schltr.
- Dendrobium xanthocaulon Schltr.
- Dendrobium xanthogenium Schltr.
- Dendrobium xantholeucum Rchb.f.
- Dendrobium xanthomeson Schltr.
- Dendrobium xanthophlebium Lindl.
- Dendrobium xanthothece Schltr.
- Dendrobium xichouense S.J.Cheng & Z.Z.Tang
- Dendrobium xiphophyllum Schltr.
- Dendrobium xylophyllum Kraenzl.
- Dendrobium yeageri Ames & Quisumb.
- Dendrobium yongii J.J.Wood
- Dendrobium ypsilon Seidenf.
- Dendrobium yulianiae Schuit. & P.O'Byrne
- Dendrobium × andersonianum F.M.Bailey
- Dendrobium × fleischeri J.J.Sm.
- Dendrobium × foederatum St.Cloud
- Dendrobium × gracillimum (Rupp) Leaney
- Dendrobium × grimesii C.T.White & Summerh.
- Dendrobium × pahangense Carr
- Dendrobium × primulardii Horridge
- Dendrobium × ruppiosum Clemesha
- Dendrobium × suffusum Cady
- Dendrobium × superbiens Rchb.f.
- Dendrobium × usitae T.Yukawa
- Dendrobium × vexabile Rchb.f.
- Dendrobium × vinicolor St.Cloud
- Dendrobium × vonpaulsenianum A.D.Hawkes
- Dendrobium × yengiliense T.M.Reeve